# 클레오파트라의 죽음

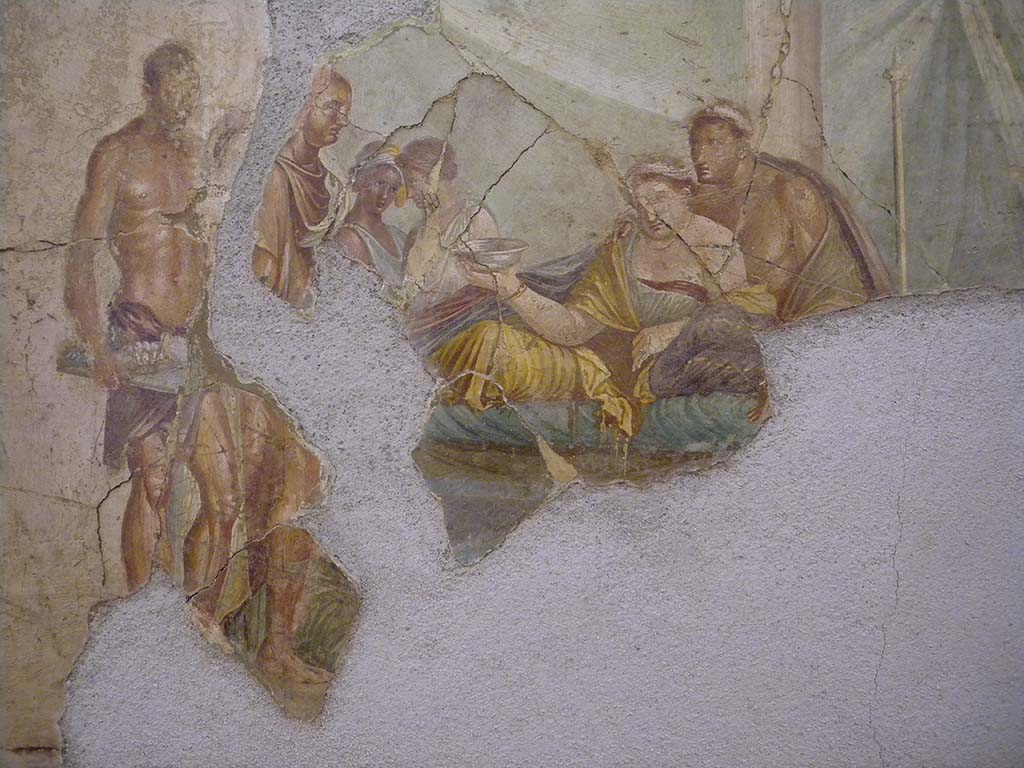
로마 회화는 폼페이의 주세페 2세의 집에서 발견되었으며, 서기 1세기 초에 그려진 것으로, 왕실 다이아뎀을 쓰고 자살을 위해 독을 마시는 클레오파트라 7세를 묘사한 것으로 보인다. 그녀의 아들인 프톨레마이오스 15세 필로파토르 필로메토르 카이사르도 왕실 다이아뎀을 쓰고 그녀 뒤에 서 있다.

이집트의 마지막 프톨레마이오스 왕국의 통치자였던 클레오파트라 7세는 기원전 30년 8월 10일 또는 12일, 39세의 나이로 알렉산드리아에서 사망했다. 대중적인 믿음에 따르면, 클레오파트라는 이집트코브라에 물려 자살했지만, 로마 시대 작가인 스트라본, 플루타르코스, 디오 카시우스에 따르면 클레오파트라는 독극물 연고를 사용하거나 머리핀과 같은 날카로운 도구로 독을 주입하여 자살했다. 현대 학자들은 뱀 물림이 사망 원인이라는 고대 보고의 타당성과 그녀가 살해당했는지 여부에 대해 논쟁한다. 일부 학자들은 그녀의 로마 정적 아우구스투스가 그녀에게 원하는 방식으로 자살하도록 강요했다고 가정한다. 클레오파트라의 무덤의 위치는 알려지지 않았다. 옥타비아누스가 그녀와 검으로 자해한 남편이자 로마 정치인이자 장군인 마르쿠스 안토니우스를 함께 적절히 매장하도록 허용했다고 기록되어 있다.
클레오파트라의 죽음은 로마 공화국의 삼두정치 중 남아있던 옥타비아누스와 안토니우스 사이의 마지막 전쟁을 사실상 종결시켰다. 클레오파트라는 세 자녀의 아버지인 안토니우스와 동맹을 맺었다. 기원전 31년 로마 그리스의 악티움 해전에서 패배한 후, 안토니우스와 클레오파트라는 이집트로 도피했고, 이후 옥타비아누스가 이집트를 침공하여 그들의 군대를 격파했다. 자살을 함으로써 그녀는 기원전 27년에 로마의 초대 황제가 되어 아우구스투스로 알려지게 될 옥타비아누스의 군사적 승리를 기념하는 로마 개선식에서 포로로 끌려가는 굴욕을 피할 수 있었다. 옥타비아누스는 클레오파트라의 아들인 프톨레마이오스 15세 필로파토르 필로메토르 카이사르 (율리우스 카이사르의 경쟁 상속자)를 이집트에서 죽였지만, 안토니우스와의 자녀들은 살려 로마로 데려갔다. 클레오파트라의 죽음은 헬레니즘 문명과 프톨레마이오스 통치의 이집트 시대를 마감하고, 로마 제국의 속주가 된 아이깁투스의 시작을 알렸다.
클레오파트라의 죽음은 역사적으로 다양한 예술 작품에서 묘사되었다. 여기에는 조각, 회화에서 시, 연극, 그리고 현대 영화에 이르는 시각, 문학, 공연 예술이 포함된다. 클레오파트라는 고대 라틴 문학의 산문과 시에서 두드러지게 등장했다. 고대 로마의 그녀의 죽음을 묘사한 현존하는 시각 예술 작품은 드물지만, 중세, 르네상스, 바로크, 근대 작품은 수없이 많다. 에스퀼리노 베누스와 잠자는 아리아드네와 같은 고대 그레코로만 로마 조각은 나중에 그녀의 죽음을 묘사하는 예술 작품의 영감이 되었으며, 이는 보편적으로 아스프의 뱀 물림을 포함한다. 클레오파트라의 죽음은 특히 빅토리아 시대의 회화, 연극, 영화를 포함한 작품에서 에로티시즘과 성의 테마를 불러일으켰다. 클레오파트라의 죽음을 묘사한 현대 작품에는 신고전주의 조각, 오리엔탈리스트 회화, 그리고 영화가 포함된다.

## 서론

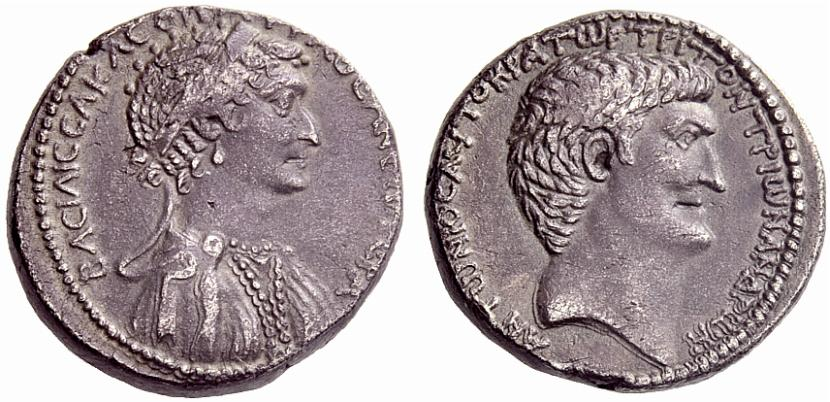
기원전 36년 안티오키아 조폐국에서 주조된 은 테트라드라크마 앞면과 뒷면에 각각 클레오파트라와 마르쿠스 안토니우스의 모습

기원전 44년 제1차 삼두정치와 율리우스 카이사르 암살 이후, 로마의 정치가 옥타비아누스, 마르쿠스 안토니우스, 마르쿠스 아이밀리우스 레피두스는 선출된 삼두관으로서 카이사르 암살자들을 처벌하기 위해 제2차 삼두정치를 형성했다. 레피두스가 아프리카에서 소외되고 결국 옥타비아누스에 의해 가택 연금되면서, 남은 두 삼두관은 로마 세계를 동방 그리스 세계와 서방 라틴 세계로 나누어, 안토니우스는 동방을, 옥타비아누스는 서방을 차지했다. 알렉산드리아를 통치했던 마케도니아 고대 그리스 혈통의 이집트 프톨레마이오스 왕국의 파라오였던 클레오파트라 7세는 율리우스 카이사르와 혼외 관계를 맺어 아들 프톨레마이오스 15세 필로파토르 필로메토르 카이사르를 낳았고, 그는 나중에 프톨레마이오스 공동 통치자가 되었다. 카이사르 사망 후 그녀는 안토니우스와 관계를 발전시켰다.
클레오파트라의 격려로 안토니우스는 기원전 32년에 옥타비아누스의 여동생 소 옥타비아와 공식적으로 이혼했다. 그는 이미 기원전 34년 알렉산드리아 증여 중에 클레오파트라와 결혼했을 가능성이 있다. 안토니우스가 옥타비아와 이혼하고, 옥타비아누스가 안토니우스의 유언장을 공개하여 알렉산드리아 증여에서 클레오파트라의 로마 영토에 대한 야망을 폭로하고, 선출된 직위 없이 로마 시민에게 계속해서 불법적인 군사 지원을 한 것이 로마 원로원을 설득하여, 이제 옥타비아누스의 통제 아래에 놓인 원로원은 클레오파트라에게 전쟁을 선포하게 만들었다.
기원전 31년 그리스의 암브라키코스만에서 벌어진 해전 악티움 해전에서 패배한 후, 클레오파트라와 안토니우스는 이집트로 후퇴하여 옥타비아누스의 공격에 대비하기 위해 병력을 재정비했다. 옥타비아누스의 병력은 그리스에서 많은 안토니우스 장교와 병사들이 항복하면서 더욱 강해졌다. 오랜 기간의 협상 실패 끝에 옥타비아누스 군대는 기원전 30년 초 이집트를 침공했다. 옥타비아누스가 프톨레마이오스 이집트 동부 국경 근처의 펠루시움을 점령하는 동안, 그의 장교 코르넬리우스 갈루스는 키레네에서 진격하여 서쪽의 파라이토니움을 점령했다. 기원전 30년 8월 1일, 알렉산드리아의 경마장에 접근하는 옥타비아누스의 지친 병력에 대해 안토니우스가 작은 승리를 거두었지만, 곧 그의 해군 함대와 기병대는 이탈했다.

## 안토니우스와 클레오파트라의 자살
옥타비아누스 군대가 알렉산드리아에 들어오자, 클레오파트라는 가장 가까운 시종들과 함께 자신의 무덤으로 물러났고, 안토니우스에게 자신이 자살했다는 전갈을 보냈다. 안토니우스는 노예 에로스에게 자신을 죽이라고 명령했지만, 에로스는 오히려 자신의 검으로 자살했다. 절망에 빠진 안토니우스는 검으로 자신의 배를 찔러 치명적인 상처를 입혔다. 플루타르코스의 이야기에 따르면, 안토니우스는 클레오파트라의 무덤으로 옮겨질 때도 살아 있었으며, 죽어가는 말로 자신은 명예롭게 죽을 것이며, 옥타비아누스 측의 가이우스 프로쿨레이우스를 믿고 그녀를 잘 대해줄 것이라고 말했다. 같은 프로쿨레이우스는 사다리를 사용하여 클레오파트라 무덤의 창문을 넘어들어갔고, 그녀가 방대한 보물과 함께 불타 죽기 전에 그녀를 안에 가두었다. 클레오파트라는 안토니우스의 시신을 방부 처리하도록 허락받은 후 강제로 궁전으로 호송되었고, 그곳에서 그녀는 결국 옥타비아누스와 만났다. 옥타비아누스는 그녀의 세 자녀인 알렉산더 헬리오스, 클레오파트라 셀레네 2세, 프톨레마이오스 필라델푸스도 억류하고 있었다.
티투스 리비우스의 기록에 따르면, 클레오파트라는 옥타비아누스와의 만남에서 "나는 개선식에 끌려가지 않을 것이다"(그리스어: 고대 그리스어: οὐ θριαμβεύσομαι ou thriambéusomai[*])라고 솔직하게 말했다. 그러나 옥타비아누스는 그녀의 목숨은 살려줄 것이라는 수수께끼 같은 대답만 했다. 그는 이집트나 그녀의 왕실 가족에 대한 자신의 계획에 대해 구체적인 세부 사항을 제공하지 않았다. 스파이가 클레오파트라에게 옥타비아누스가 그녀를 로마로 데려가 개선식에서 포로로 끌고 갈 의도라고 알리자, 그녀는 스스로 목숨을 끊어 이러한 굴욕을 피했다. 플루타르코스는 클레오파트라가 거의 의식적인 과정으로 자살에 접근했음을 자세히 설명한다. 여기에는 목욕을 하고, 바구니에 담긴 무화과를 포함한 훌륭한 식사를 하는 것이 포함되었다.

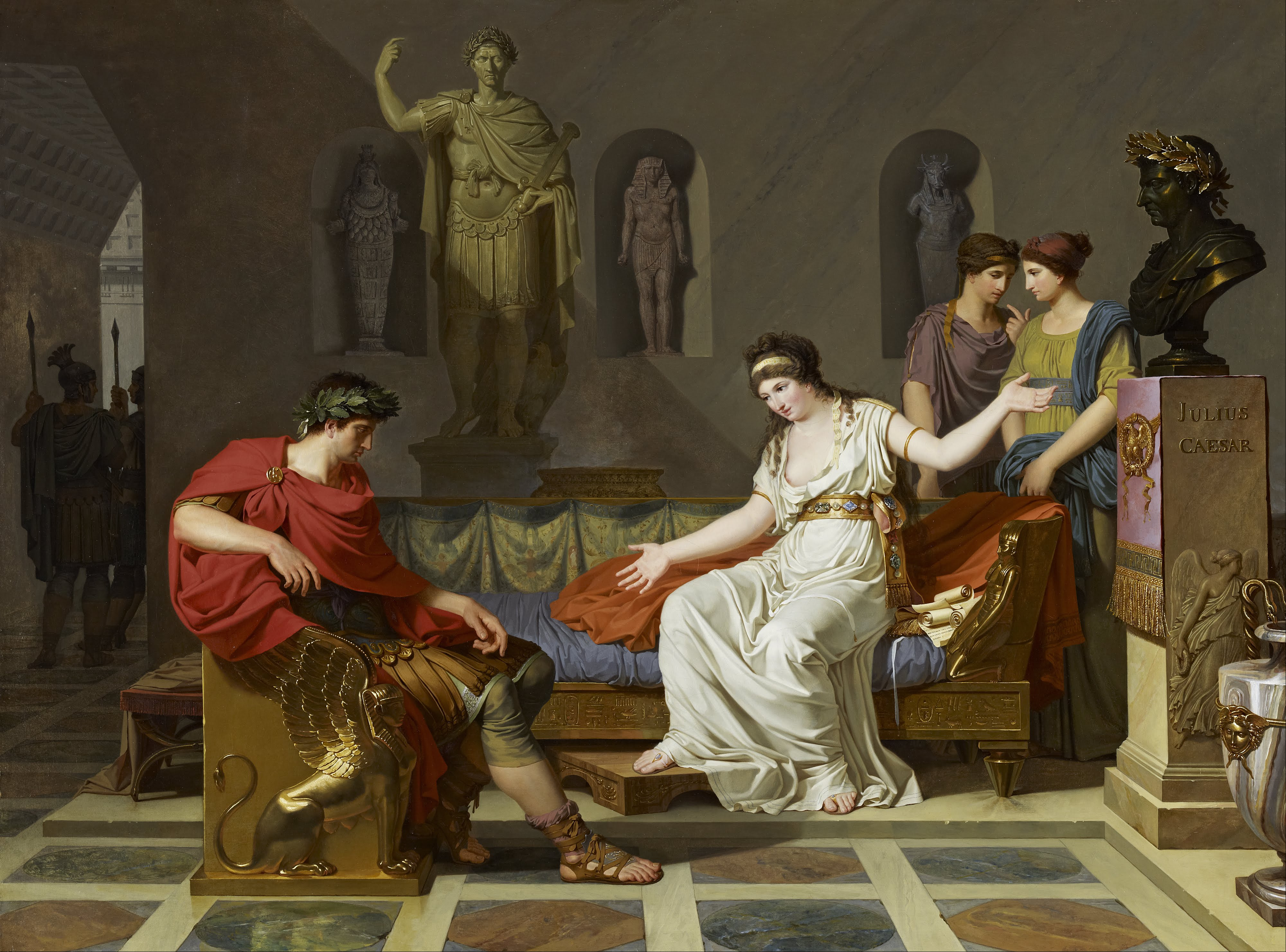
클레오파트라와 옥타비아누스, 루이 고피에의 그림, 1787년

플루타르코스는 옥타비아누스가 자신의 해방노예 에파프로디투스에게 그녀를 감시하고 자살 시도를 막으라고 명령했지만, 클레오파트라와 그녀의 시녀들은 그를 속이고도 자살할 수 있었다고 기록한다. 옥타비아누스가 클레오파트라로부터 안토니우스 옆에 자신을 묻어달라는 내용의 쪽지를 받았을 때, 그는 사자들을 급히 그녀에게 보냈다. 하인이 그녀의 문을 부수고 들어갔지만 너무 늦었다. 플루타르코스는 그녀가 시녀 이라스와 함께 그녀의 발치에서 죽어가는 모습으로 발견되었고, 카르미온이 스스로 쓰러지기 전에 클레오파트라의 다이아뎀을 정리하고 있었다고 진술한다. 그들의 자살이 궁전 안에서 일어났는지 아니면 클레오파트라의 무덤 안에서 일어났는지는 원문 출처에서 불분명하다. 디오 카시우스는 옥타비아누스가 고대 리비아의 프실리 부족의 훈련된 뱀 조련사들을 불러 클레오파트라의 독을 구강으로 추출하고 소생시키려 했으나, 그들의 노력은 실패했다고 주장한다. 옥타비아누스는 이러한 사건에 격분했고 디오 카시우스에 따르면 "승리의 모든 영광을 박탈당했다"고 하지만, 그는 요청대로 클레오파트라를 안토니우스 옆에 그들의 무덤에 안치했으며, 이라스와 카르미온에게도 적절한 매장을 해주었다.

## 사망 날짜

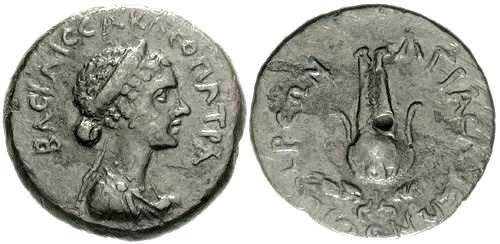
기원전 31년(그녀와 마르쿠스 안토니우스가 악티움 해전에서 패배한 해)에 주조된 클레오파트라 7세의 헤미오볼 주화로, 그녀가 왕실 다이아뎀을 착용한 모습이다.

클레오파트라의 정확한 사망 날짜를 나타내는 기록은 남아 있지 않다. 시어도어 크레시 스키트는 고정된 사건의 동시대 기록과 역사적 출처의 교차 조사를 바탕으로 그녀가 기원전 30년 8월 12일에 사망했다고 추론했다. 그의 추정은 스탠리 M. 버스타인, 제임스 그루트, 그리고 에이단 돗슨과 다이앤 힐턴에 의해 지지되며, 후자는 8월 12일경이라고 명시하여 더 신중한 태도를 보인다. 기원전 30년 8월 10일이라는 다른 날짜는 듀안 W. 롤러, 조안 플레처, 그리고 제이니 앤더슨과 같은 학자들이 지지한다.

## 사망 원인

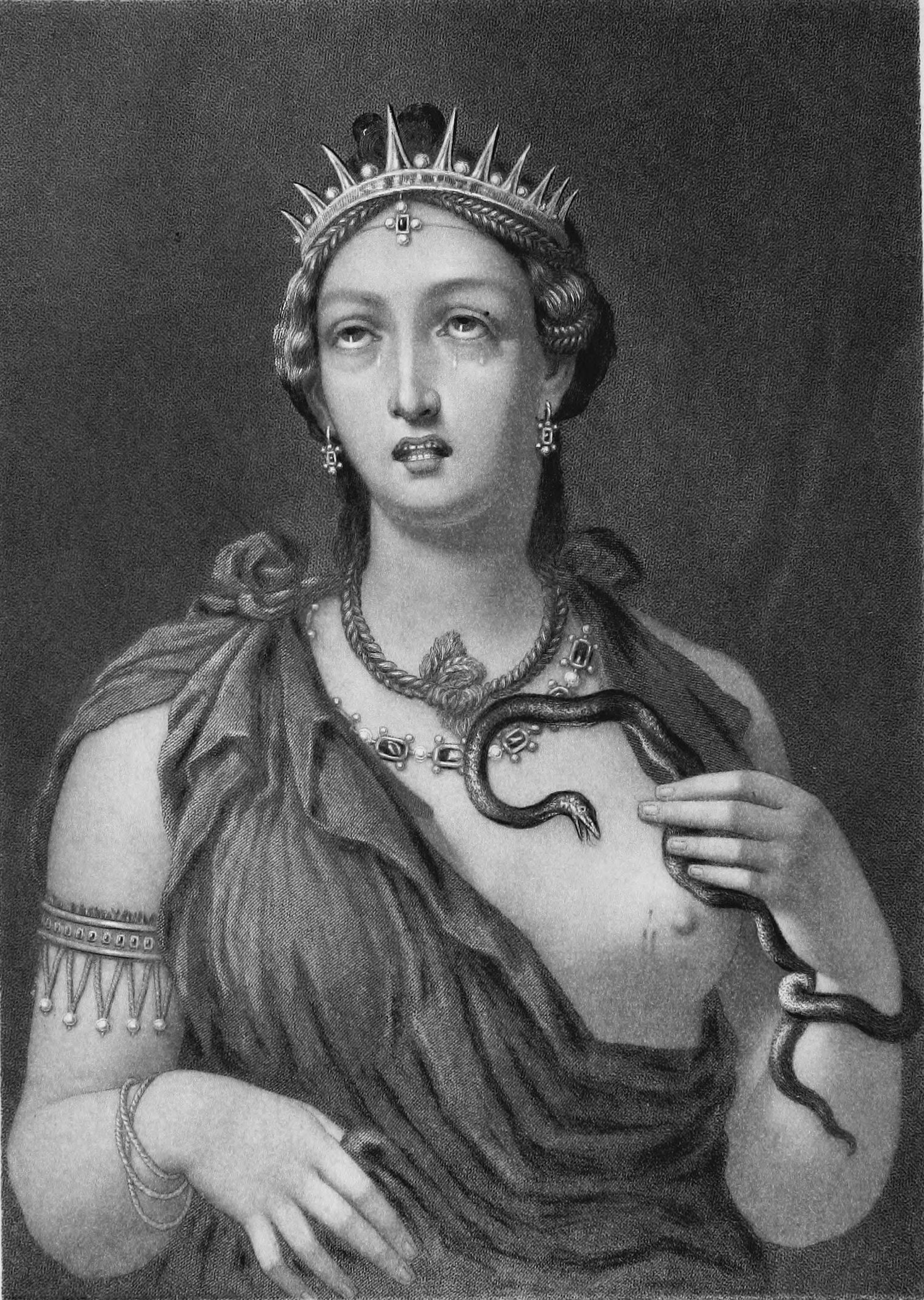
1818년 하드리아누스 황제의 빌라 아드리아나(이탈리아 티볼리 근처)에서 발견된 아우구스투스 황제의 지금은 유실된 클레오파트라 7세의 그림을 강철판 인그레이빙으로 묘사한 작품으로, 그녀는 프톨레마이오스 통치자들의 황금 광선관을 쓰고 있으며, 이시스 매듭(이시스의 옷을 입었다는 플루타르코스의 묘사와 일치)을 하고 있다.

클레오파트라의 개인 의사 올림포스는 플루타르코스에 의해 인용되었는데, 사망 원인이나 이집트코브라에 물렸다는 언급을 하지 않았다. 가장 초기의 역사적 기록을 제공하는 스트라본은 클레오파트라가 독사 물림 또는 독성 연고로 자살했다고 믿었다. 플루타르코스는 무화과 바구니에 담겨 그녀에게 전달된 독사 이야기를 언급하지만, 그녀의 사망 원인에 대한 다른 대안으로, 아마도 머리핀일 수도 있는 속이 빈 도구(그리스어: 그리스어: κνηστίς knestis[*])를 사용하여 피부를 긁어 독소를 주입했다고 제시한다. 디오 카시우스에 따르면 클레오파트라의 팔에서 작은 천공 상처가 발견되었지만, 그는 플루타르코스의 주장을 반복하여 아무도 그녀의 진정한 사망 원인을 알지 못했다고 말했다. 디오는 독사의 주장을 언급했으며, 심지어 머리핀에서 나온 바늘(그리스어: 그리스어: βελόνη belone[*])의 사용을 제안했는데, 이는 플루타르코스의 설명과 일치하는 것처럼 보인다. 플로루스와 마르쿠스 벨레이우스 파테르쿨루스와 같은 다른 동시대 역사학자들은 독사 물림 버전을 지지했다. 로마 의사 갈레노스는 독사 이야기를 언급했지만, 클레오파트라가 자신의 팔을 물고 용기에 담아온 독을 주입했다는 버전을 제시한다. 수에토니우스는 독사 이야기를 전했지만, 그 타당성에 대해 의문을 표했다.
클레오파트라의 사망 원인은 근세 학계에서 거의 언급되지 않았고 논쟁도 드물었다. 백과사전 작가 토머스 브라운 (작가)은 1646년 그의 저서 《Pseudodoxia Epidemica》에서 클레오파트라가 어떻게 죽었는지 불확실하며, 그녀를 물고 있는 작은 뱀을 묘사한 예술 작품들이 "육지 독사"의 큰 크기를 정확하게 보여주지 못했다고 설명했다. 1717년 해부학자 조반니 바티스타 모르가니는 교황의 의사 조반니 마리아 란치시와 클레오파트라의 사망 원인에 대해 짧고 유쾌한 문학적 서신을 주고받았으며, 이는 모르가니의 1761년 《De Sedibus》에 언급되고 1764년 그의 《Opera omnia》에 서신서로 출판되었다. 모르가니는 클레오파트라가 뱀 물림으로 죽었을 가능성이 높다고 주장했고, 란치시의 독극물 섭취가 더 그럴듯하다는 제안에 반대하며, 고대 그레코로만 작가 중 누구도 그녀가 독을 마셨다고 언급하지 않았음을 지적했다. 란치시는 로마 시인들이 사건을 종종 과장했기 때문에 그들의 기록은 신뢰할 수 없다고 반박했다. 1777년에 출판된 그의 문학 회고록에서 의사 장 굴린은 뱀 물림이 가장 가능성 있는 사망 원인이라는 모르가니의 주장을 지지했다.

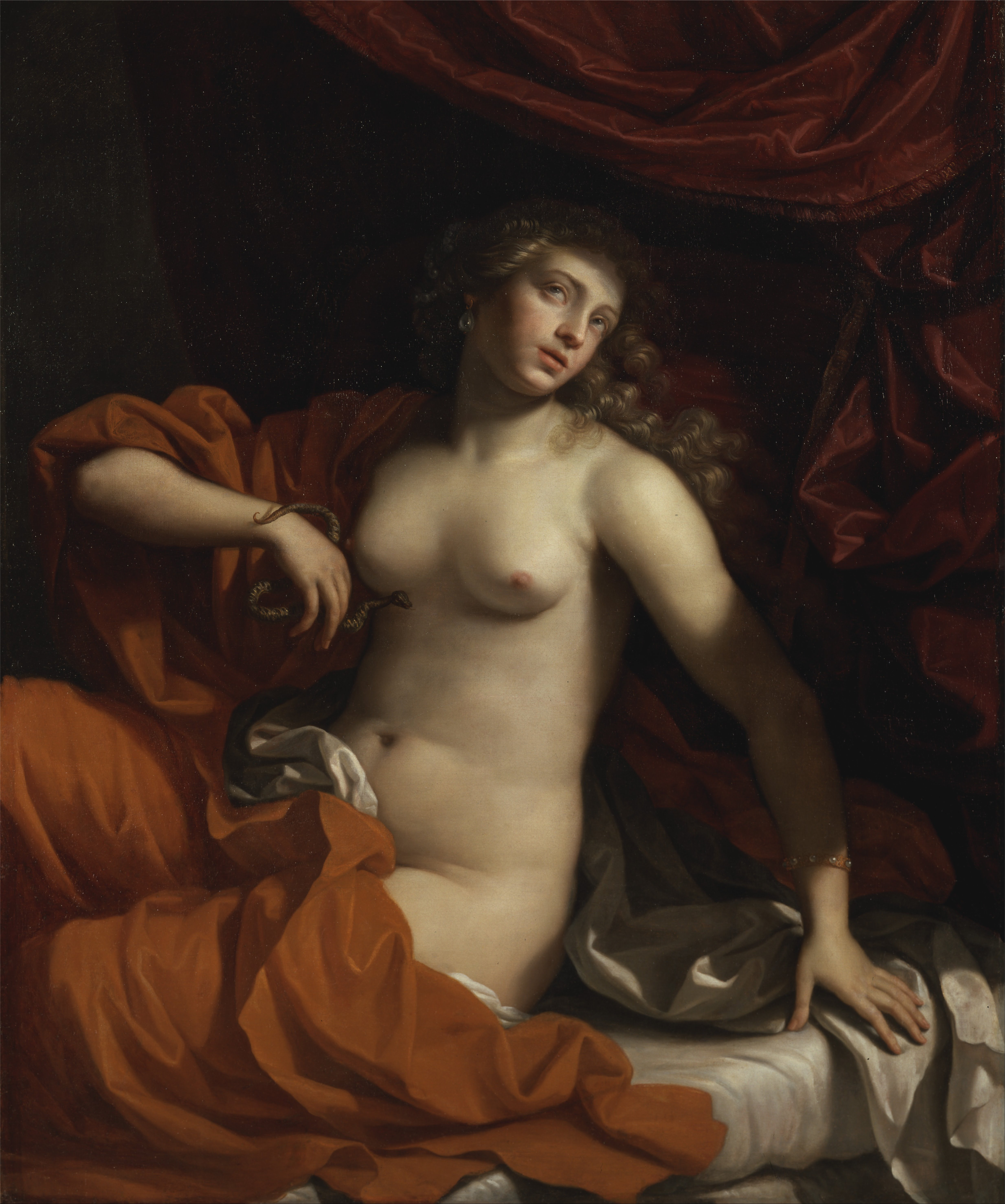
클레오파트라, 베네데토 젠나리, 1674년–1675년

현대 학자들도 독사 물림이 사망 원인이라는 이야기에 의문을 제기했다. 롤러는 이집트 신화에서 뱀의 중요성을 언급하면서도, 큰 이집트코브라를 클레오파트라의 방으로 밀반입하여 의도한 대로 행동하게 만드는 어려움에 대해 설명하는 현존하는 역사 기록이 없다고 주장한다. 롤러는 또한 독이 신체의 중요한 부위에 주입될 때만 치명적이라고 주장한다. 이집트학자 빌헬름 슈피겔베르크(1870년–1930년)는 클레오파트라가 독사 물림으로 자살한 것은 그녀의 왕실 지위에 걸맞은 선택이었으며, 독사는 라 (이집트 신화) 태양신의 신성한 뱀인 우라에우스를 상징한다고 주장했다. UCLA 고전학 부교수인 로버트 A. 거벌은 이집트에서 프톨레마이오스 2세 필라델포스에 의해 감금된 아테네 스트라테고스 팔레론의 데메트리오스 ( 350c. –  기원전 280년c.)가 "기묘하게 유사한" 방식으로 독사 물림으로 자살했으며, 이는 이집트 왕족에게만 한정된 것이 아님을 보여주었다고 지적한다. 거벌은 이집트코브라의 물림에는 약 175–300 mg의 신경독이 포함되어 있으며, 15–20 mg만으로도 사람에게 치명적이지만, 피해자가 몇 시간 동안 살아있는 경우가 많아 즉사하지는 않는다고 언급한다. 자유국 주립 대학교의 명예교수이자 의대 학장이었던 프랑수아 피터 레티프와 그리스, 라틴 및 고전학과의 명예 연구원인 루이스 킬리에스는 큰 뱀이 무화과 바구니에 들어갈 수 없었으며, 클레오파트라와 그녀의 시녀들인 카르미온과 이라스 세 명의 성인 여성이 그렇게 빠르게 죽은 것은 독극물에 의한 것이었을 가능성이 더 높다고 주장한다. 클레오파트라의 머리핀의 예를 들어, 킬리에스와 레티프는 데모스테네스, 한니발, 폰토스의 미트리다테스 6세를 포함한 다른 고대 인물들도 유사한 방식으로 독살당했다고 강조한다.
트라키아 데모크리투스 대학교 의학사 강사인 그레고리 추칼라스와 테살리아 대학교 해부학 부교수인 마르코스 스간초스에 따르면, 옥타비아누스가 클레오파트라의 독살을 명령했다는 증거가 있다. 《클레오파트라 살해》에서 범죄 프로파일러 팻 브라운은 클레오파트라가 살해당했고, 그 세부 사항은 로마 당국에 의해 은폐되었다고 주장한다. 그녀가 살해당했다는 주장은 그녀의 사망 원인을 자살로 보고한 대부분의 1차 자료와 모순된다. 역사학자 패트리샤 서던은 옥타비아누스가 클레오파트라를 처형하는 대신 그녀에게 죽음의 방식을 선택하도록 허용했을 수 있다고 추측한다. 그루트는 옥타비아누스가 율리우스 카이사르의 개선식에서 사슬에 묶여 끌려갔지만 목숨을 건진 클레오파트라의 여동생 아르시노에 4세에 대한 동정심을 피하고 싶었을 수도 있다고 기록한다. 옥타비아누스는 아마도 자신의 양아버지가 베누스 제네트릭스 신전에 그녀의 조각상을 세웠던 여왕의 살해로 인해 발생할 수 있는 정치적 문제를 고려한 후 클레오파트라가 스스로 목숨을 끊도록 허락했을 것이다. 1888년 앙브루아즈 비오 그랑 마라이스가 클레오파트라가 일산화 탄소 중독으로 사망했다고 제안하면서 또 다른 이론이 부상했다.

## 여파
클레오파트라는 마지막 날들 동안 프톨레마이오스 15세 필로파토르 필로메토르 카이사르를 상이집트로 보내어, 결국에는 누비아, 에티오피아, 또는 인도 망명지로 도피할 계획을 세웠을 가능성이 있다. 프톨레마이오스 15세 필로파토르 필로메토르 카이사르는 단 18일 동안만 재위했으며, 기원전 30년 8월 29일 옥타비아누스의 명령으로 붙잡혀 처형당했다. 이는 율리우스 카이사르의 두 라이벌 상속자가 함께 세계를 공유할 수 없다고 경고한 알렉산드리아의 그리스 철학자 아리우스 디디무스의 조언에 따른 것이었다.
클레오파트라와 프톨레마이오스 15세 필로파토르 필로메토르 카이사르의 죽음은 프톨레마이오스 왕조의 이집트 통치와 헬레니즘 문명 시대를 모두 종식시켰으며, 이는 알렉산드로스 대왕의 통치(기원전 336년–323년) 이래로 지속되었다. 이집트는 새로이 수립된 로마 제국의 속주가 되었고, 옥타비아누스는 기원전 27년에 재명되어 초대 로마 황제인 아우구스투스가 되었다. 그는 로마 공화국의 외관을 유지하며 통치했다. 롤러는 프톨레마이오스 15세 필로파토르 필로메토르 카이사르의 주장된 통치가 이집트 연대기 작가들, 예를 들어 알렉산드리아의 클레멘스의 《스트로마타》에서 발명된 "본질적으로 허구"였다고 단언한다. 이는 클레오파트라의 죽음과 옥타비아누스가 이집트의 파라오로서 직접 통치하는 로마 속주로 이집트가 편입되는 사이의 공백을 설명하기 위한 것이었다. 안토니우스와 클레오파트라 사이의 세 자녀는 목숨을 건져 로마로 보내졌다. 그들의 딸인 클레오파트라 셀레네 2세는 결국 마우레타니아의 유바 2세와 결혼했다.

## 안토니우스와 클레오파트라의 무덤
클레오파트라와 마르쿠스 안토니우스의 영묘의 위치는 불확실하다. 이집트 유물청은 이 영묘가 알렉산드리아 남서쪽에 위치한 타포시리스 마그나의 신전 내 또는 근처에 있다고 믿는다. 타포시리스 마그나의 오시리스 신전 발굴 과정에서 고고학자 캐슬린 마르티네스와 자히 하와스는 6개의 매장실과 유물들을 발견했는데, 여기에는 클레오파트라와 안토니우스가 주조한 동전 40개와 클레오파트라를 묘사한 설화석고 흉상이 포함되어 있다. 발굴 현장에서 발견된 턱이 갈라진 설화석고 가면은 마르쿠스 안토니우스의 고대 초상화와 닮았다.  폼페이의 주세페 2세의 집에서 발견된 그림은 왕실 다이아뎀을 쓰고 시종들 사이에서 자살하는 여인의 장면 위로 이중 문이 매우 높이 위치한 뒷벽을 묘사하고 있는데, 이는 알렉산드리아에 있는 클레오파트라 무덤의 묘사된 배치를 암시한다.

## 예술 및 문학에서의 묘사

### 헬레니즘 및 로마 시대

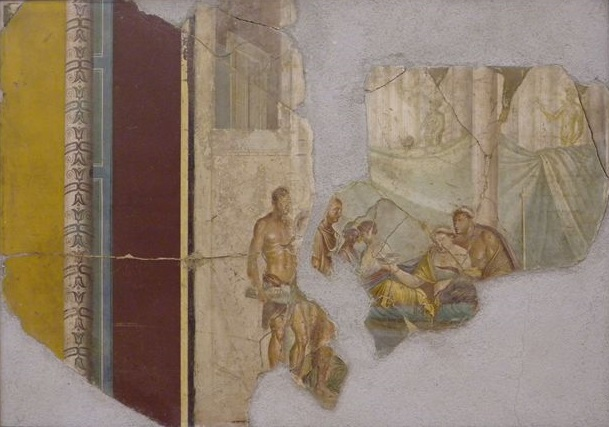
클레오파트라의 자살, 주세페 2세의 집, 폼페이, 서기 1세기 프레스코화

기원전 29년 로마에서의 개선식에서 옥타비아누스는 클레오파트라의 자녀인 알렉산더 헬리오스와 클레오파트라 셀레네 2세를 행렬에 포함시켰을 뿐만 아니라, 독사가 몸에 달라붙어 있는 클레오파트라의 인형을 군중에게 선보였다. 이 그림은 1818년 하드리아누스 빌라에서 발견된 것과 동일한 그림일 가능성이 높으며, 현재는 유실되었지만 고고학 보고서에 묘사되어 있고 되어 있다. 비아 사크라를 따라 옥타비아누스의 개선식을 목격한 시인 프로페르티우스는 행렬에 포함된 클레오파트라의 형상이 각 팔을 물고 있는 여러 마리의 뱀을 포함하고 있었다고 언급했다. 플루타르코스를 인용하며 주세페 푸치는 그 인형이 심지어 조각상일 수도 있다고 지적한다. 프랑스 고고학자 장클로드 그르니에는 1989년 그의 저서 "Notes isiaques I"에서 바티칸 박물관에 있는 고대 로마 조각상 중 하나로, 이시스 매듭을 한 여인의 오른 가슴 위로 뱀이 기어 올라가는 모습이 묘사되어 있다고 언급했다. 이는 이집트 여신 이시스로 분장한 클레오파트라의 자살을 묘사한 것일 수 있다. 클레오파트라와 이시스의 연관성은 그녀가 죽은 후에도 이집트에서 계속되었는데, 적어도 서기 373년 이집트 서기관 페테세누페가 이시스에 관한 책을 편찬하고 클레오파트라의 이미지를 금으로 장식했다고 설명할 때까지는 그러했다.
폼페이에서 발견된 기원전 1세기 중반의 로마 벽화는 를 가장 유력하게 묘사하고 있으며, 기원전 30년경 주인이 벽으로 막았다. 이는 아마도 율리우스 카이사르의 라이벌 상속자였던 프톨레마이오스 15세 필로파토르 필로메토르 카이사르를 묘사하는 이미지에 대한 옥타비아누스의 금지 조치에 대한 반응이었을 것이다. 마르쿠스 안토니우스의 동상들은 철거되었지만, 클레오파트라의 동상들은 일반적으로 이러한 파괴 프로그램에서 면제되었다. 여기에는 카이사르가 카이사르 포룸의 베누스 제네트릭스 신전에 세운 동상도 포함된다. 은 클레오파트라의 자살을 가장 유력하게 묘사하고 있으며, 시종들과 심지어 어머니처럼 왕실 다이아뎀을 쓴 그녀의 아들 프톨레마이오스 15세 필로파토르 필로메토르 카이사르도 동반하고 있다. 독사는 장면에서 빠져 있는데, 이는 로마 역사학에서 제공된 다양한 사망 원인을 반영하는 것일 수 있다. 일반 대중을 위한 클레오파트라의 사후 이미지는 덜 호의적이었을 수도 있다. 대영 박물관의 로마 테라코타 램프는  서기 40년c.–80년경 제작되었으며, 여왕의 독특한 헤어스타일을 가진 나체 여성이 묘사된 부조를 포함하고 있다. 이 부조에서 그녀는 야자나무 가지를 들고 이집트 악어를 타고 있으며, 나일강 장면에서 큰 남근 위에 앉아 있다.
대영 박물관에 있는 로마 카메오 유리 그릇인 포틀랜드 베이스에는 클레오파트라와 그녀의 임박한 죽음을 묘사한 것으로 추정되는 그림이 포함되어 있다. 아우구스투스 통치 시기로 추정되는 이 작품은 아우구스투스, 그의 누이 소 옥타비아, 마르쿠스 안토니우스, 그리고 그의 조상으로 알려진 안톤 등 다양한 인물들을 묘사하고 있다. 클레오파트라로 식별되는 앉아 있는 여인은 안토니우스를 잡고 자신 쪽으로 끌어당기고 있으며, 그녀의 다리 사이에서 뱀이 솟아오르고 그리스 사랑의 신 에로스 (쿠피도)가 그들 위로 떠 있다.
독사 이야기는 호라티우스와 베르길리우스와 같은 아우구스투스 시대의 라틴 시인들 사이에서 널리 받아들여졌으며, 두 마리의 뱀이 클레오파트라를 물었다는 주장까지 제기되었다. 다른 친아우구스투스적 로마 문학에서 나타나는 클레오파트라에 대한 부정적인 시각을 유지하면서도, 호라티우스는 클레오파트라의 자살을 대담한 저항과 해방의 행위로 묘사했다. 베르길리우스는 클레오파트라를 서사적인 멜로드라마와 로맨스의 인물로 확립시켰다.

### 중세, 르네상스, 바로크 시대
클레오파트라의 뱀 물림 자살 이야기는 중세 미술과 르네상스 미술에서 자주 묘사되었다. 1409년 채식필사본에 들어갈 14세기 시인 조반니 보카치오의 《Des cas de nobles hommes et femmes》를 위한 세밀화에서 부시코트 마스터로 알려진 예술가는 의 무덤에 클레오파트라와 안토니우스가 함께 누워 있는 모습을 묘사했다. 클레오파트라의 가슴 근처에는 뱀이 있었고, 안토니우스의 가슴에는 피 묻은 검이 박혀 있었다. 클레오파트라와 안토니우스의 자살 장면을 포함한 보카치오의 저작물 삽화는 로랑 드 프르미에르페가 저술한 콰트로첸토(즉, 서기 15세기) 시대 프랑스에서 처음 등장했다. 1479년 울름에서, 1541년 아우크스부르크에서 출판된 보카치오의 《유명한 여인들》의 목판화 삽화들은 안토니우스가 자살한 후 클레오파트라가 그의 시신을 발견하는 모습을 묘사하고 있다.
클레오파트라에 대한 많은 중세 문학처럼, 보카치오의 저술은 대체로 부정적이고 여성 혐오적이다. 14세기 시인 제프리 초서는 이러한 묘사에 반박하며 클레오파트라에 대한 긍정적인 시각을 제시한다. 초서는 덕있는 이교도 여인들에 대한 그의 성인전을 클레오파트라의 삶으로 시작했는데, 이는 그녀가 기사 마르쿠스 안토니우스와 궁정연애에 빠진 여왕으로서 풍자적으로 묘사되었다. 그녀의 자살 묘사에는 로마의 독사 이야기가 아닌 뱀 구덩이가 포함되었다.

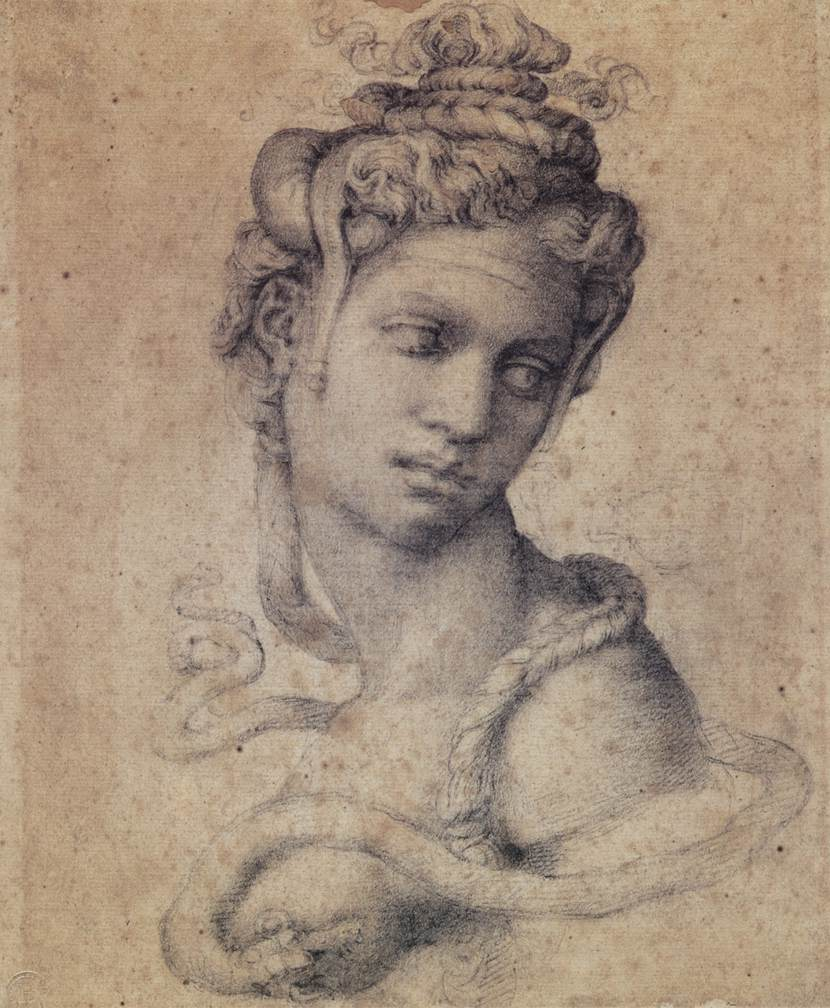
클레오파트라, 미켈란젤로 부오나로티, c. 1535

독사에 의해 독살된 클레오파트라의 나체 입상이 이탈리아 르네상스 동안 흔해졌다. 16세기 베네치아 예술가 조반니 마리아 파도바노(즉, 모스카)는 안토니우스와 클레오파트라의 자살을 묘사한 두 개의 대리석 부조와, 에스퀼리노 베누스와 같은 고대 로마 조각에서 부분적으로 영감을 받은 독사에 물린 클레오파트라의 나체 입상 여러 점을 제작했다. 바르톨롬메오 반디넬리는 독자적으로 자살하는 클레오파트라의 나체 드로잉을 그렸고, 이는 아고스티노 베네치아노의 유사한 판화의 기반이 되었다. 베네치아노의 또 다른 판화와 라파엘로 산치오의 클레오파트라가 잠자는 동안 자살하는 모습을 묘사한 드로잉은 고대 그레코로만 잠자는 아리아드네에서 영감을 받았는데, 당시에는 이를 클레오파트라를 묘사한 것으로 여겼다. 프랑스 르네상스의 작품들 역시 클레오파트라가 잠든 채 뱀을 가슴에 대고 있는 모습을 묘사한다. 미켈란젤로 부오나로티는 1535년경 독사에 물려 자살하는 클레오파트라의 검은 흑연 드로잉을 그렸다. 17세기 바로크 화가 귀도 레니는 을 독사 물림으로 묘사했지만, 실제 이집트코브라에 비해 뱀은 매우 작았다.
1512년 교황 율리오 2세가 입수한 잠자는 아리아드네는 르네상스 문학의 세 편의 시에 영감을 주었고, 이 시들은 결국 조각상 필라스터 틀에 새겨졌다. 이 중 첫 번째는 발다사레 카스틸리오네가 출판했으며, 1530년경 널리 유통되었고, 베르나르디노 발디와 아고스티노 파보리토의 다른 두 시에 영감을 주었다. 카스틸리오네의 시는 클레오파트라를 안토니우스와의 비극적이지만 명예로운 사랑에 빠진 비극적인 통치자로 묘사했는데, 그녀의 죽음은 로마의 감옥에 갇히는 굴욕에서 그녀를 해방시켰다. 잠자는 아리아드네는 티치아노 베첼리오, 아르테미시아 젠틸레스키, 그리고 에드워드 번존스의 그림을 포함한 회화에서도 흔히 묘사되었다. 이 작품들은 클레오파트라의 죽음의 순간을 성애화하는 경향이 있었으며, 빅토리아 시대 예술가들은 무의식적이고 드러누운 여성 형상을 그들의 에로티시즘을 표현하는 허용 가능한 통로로 발견했다.
클레오파트라의 죽음은 여러 공연 예술 작품에서 다루어진다. 1607년 바나베 반즈의 희곡 《악마의 서약》에서 뱀 사육사는 두 마리의 독사를 클레오파트라에게 가져와 그녀의 두 가슴을 자극적인 방식으로 물게 한다. 윌리엄 셰익스피어의 1609년 희곡 《안토니와 클레오파트라》에서 뱀은 죽음과 동시에 클레오파트라가 원하는 연인을 상징하며, 그녀는 뱀의 물림에 몸을 맡긴다. 셰익스피어는 희곡을 창작하기 위해 토머스 노스의 1579년 플루타르코스 번역본에 의존했으며, 이 희곡은 코미디와 비극 모두로 볼 수 있다. 이 희곡에는 여러 마리의 독사가 등장하며, 클레오파트라 후에 독사에 물려 자살하는 카르미온이라는 인물도 포함된다.

### 현대 시대
현대 문학에서 테드 휴스의 시 "클레오파트라에게 독사를" (1960)은 자신을 죽이려는 독사에게 말하는 클레오파트라의 독백을 창조한다. 빅토리아 시대에는 빅토리앵 사르두의 《클레오파트르》(1890)와 같은 연극이 인기를 끌었지만, 관객들은 사라 베르나르의 안토니우스 자살에 대한 클레오파트라의 반응 묘사의 감정적 강렬함에 대체로 충격을 받았다. 오페라에서 새뮤얼 바버의 《안토니와 클레오파트라》(1966년 초연, 셰익스피어의 희곡을 바탕으로 함)에서 클레오파트라는 꿈을 회상하며, 이제 그녀 앞에 죽어 있는 안토니우스가 로마의 황제가 될 것이라고 말한다. 돌라벨라가 카이사르가 그녀를 로마의 개선식에 끌고 갈 의도라고 알리자, 그녀는 카르미온과 함께 독사에 물려 자살하고, 안토니우스와 함께 묻히기 위해 옮겨진다.

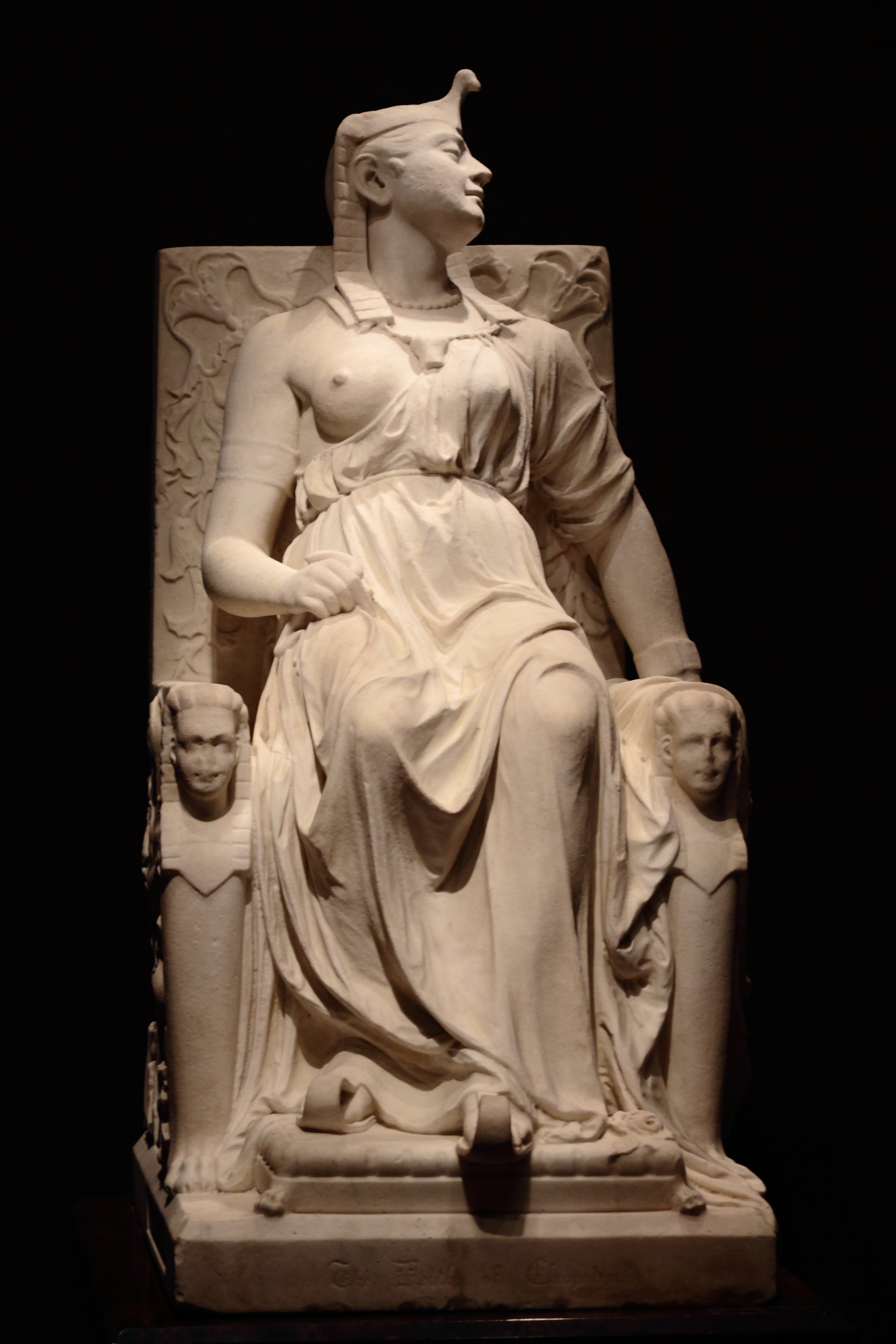
《클레오파트라의 죽음》, 에드모니아 루이스, 1876년

20세기 말까지 클레오파트라 캐릭터는 43편의 영화에 등장했다. 조르주 멜리에스의 1899년 프랑스 무성 영화 공포 영화 《클레오파트라의 무덤을 털다》(프랑스어: 프랑스어: Cléopâtre)는 클레오파트라 캐릭터를 처음 묘사한 작품이었다. 이탈리아-튀르크 전쟁(1911년–1912년) 이후, 1913년 이탈리아 영화 마르칸토니오 에 클레오파트라는 엔리코 과초니 감독의 작품으로, 클레오파트라를 잔혹한 오리엔트의 화신, 로마에 대항한 여왕으로 묘사했고, 그녀의 연인 안토니우스의 행동은 자살 후 옥타비아누스에 의해 용서받는 것으로 그려졌다. 1917년 미국 영화 《클레오파트라》에서 자신의 캐릭터를 위한 무대 페르소나를 구축하기 위해 배우 테다 바라는 대중 앞에서 뱀을 쓰다듬는 모습으로 보였으며, 폭스 필름 코퍼레이션은 박물관에서 클레오파트라의 미라 유해 앞에 그녀를 세우고, 그녀가 클레오파트라의 환생이며, 환생한 하인으로부터 신성문자 조공을 받았다고 발표하게 했다. 폭스 스튜디오는 또한 바라를 오컬트 지도자로 분장시키고, 그녀를 변태적인 죽음 충동과 성욕과 연관시켰다. 조지프 L. 맹키위츠 감독의 1963년 할리우드 영화 《클레오파트라》에는 엘리자베스 테일러가 연기한 이집트 여왕이 리처드 버턴이 연기한 연인 마르쿠스 안토니우스와 함께 매장될 무덤 안에서 싸움을 벌이는 극적인 장면이 담겨 있다.
다른 현대 시각 예술에서 클레오파트라는 회화와 조각과 같은 매체로 묘사되었다. 1876년 그녀의 조각 《클레오파트라의 죽음》에서 아프리카계 미국인 예술가 에드모니아 루이스는 예술 작품에서 비백인 여성 형태를 옹호했음에도 불구하고, 클레오파트라를 백인 특징으로 묘사했다. 이는 클레오파트라의 마케도니아 그리스인 혈통 기록에 따른 것일 수 있다. 루이스의 신고전주의 조각은 이집트 왕실 복장을 입고 왕좌에 앉아 있는 클레오파트라의 사후 모습을 보여준다. 왕좌는 마르쿠스 안토니우스와의 사이에 낳은 쌍둥이인 알렉산더 헬리오스와 클레오파트라 셀레네 2세를 나타내는 두 개의 스핑크스 머리로 장식되어 있다. 은 현재 릴에서 발견되며, 한때 알베르 다르크의 작품으로 여겨졌지만, 조각상의 복원 및 세척 과정에서 샤를 고티에의 서명이 발견되어 현재는 그의 작품으로 귀속된다. 장앙드레 릭상의 1874년 그림 《클레오파트라의 죽음》은 매우 옅은 피부색을 가진 죽은 클레오파트라와 다소 어두운 피부색을 가진 시녀들을 묘사하고 있는데, 이는 클레오파트라의 죽음 장면을 묘사하는 현대 예술 작품에서 흔히 볼 수 있는 조합이다. 릭상 등의 오리엔탈리스트 회화는 바라가 출연한 J. 고든 에드워즈 감독의 영화 클레오파트라에 나타난 고대 이집트와 중동 양식이 혼합된 장식에 영향을 미쳤다. 영화에서 바라는 페르시아 융단 위에 서 있지만, 배경에는 이집트 벽화가 있다.

### 회화

귀도 카냐치의 《클레오파트라의 죽음》, 1658년
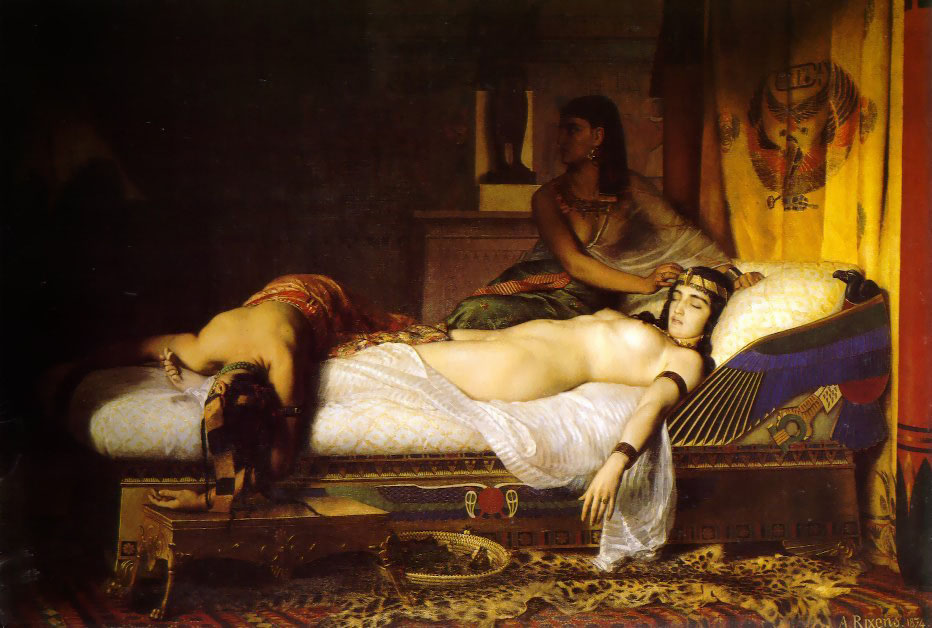
장앙드레 릭상의 《클레오파트라의 죽음》, 1874년
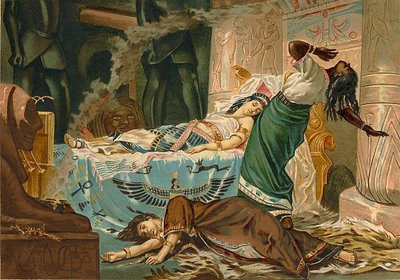
후안 루나의 《클레오파트라의 죽음》, 1881년
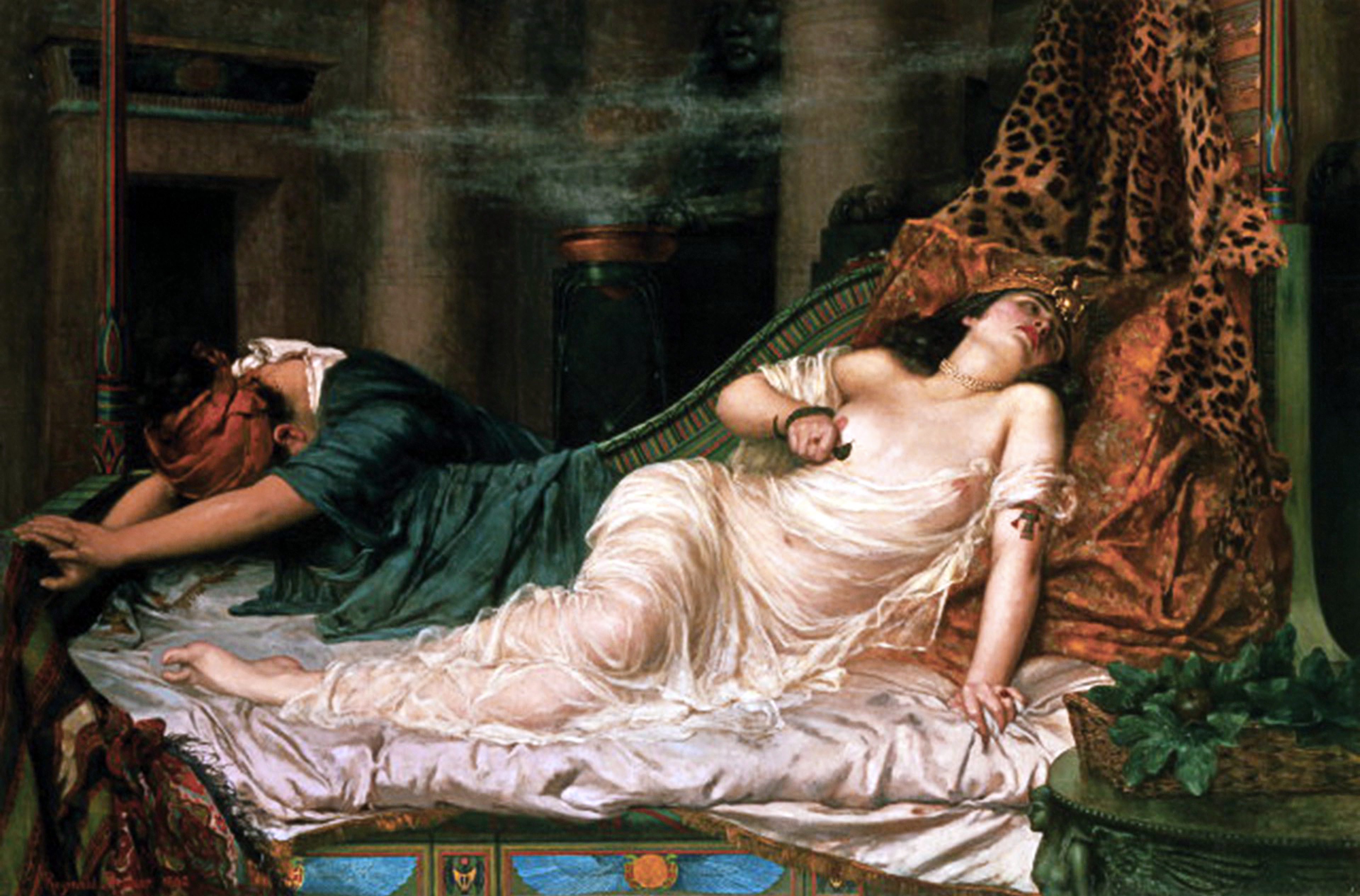
레지널드 아서의 《클레오파트라의 죽음》, 1892년

### 판화

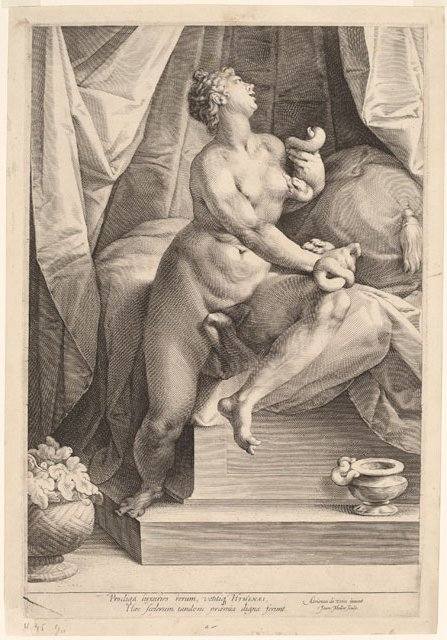
얀 하르멘스 뮐러의 《클레오파트라》, 아드리안 데 프리스 작, c. 1598년
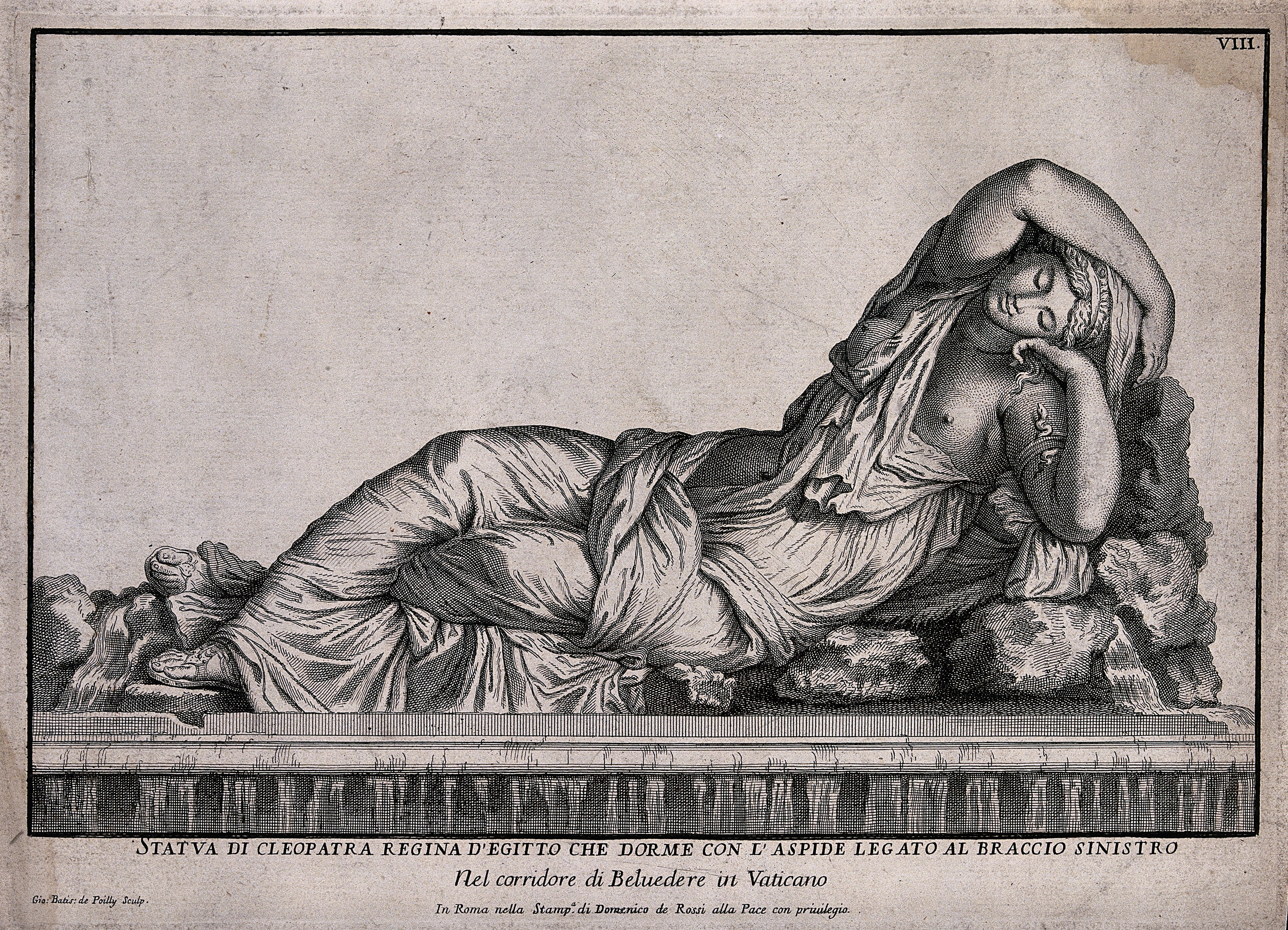
클레오파트라의 자살: 독사가 잠자는 클레오파트라의 왼팔을 따라 기어 올라감(잠자는 아리아드네 이후), 장바티스트 드 푸아이 (1669년–1728년)의 인그레이빙
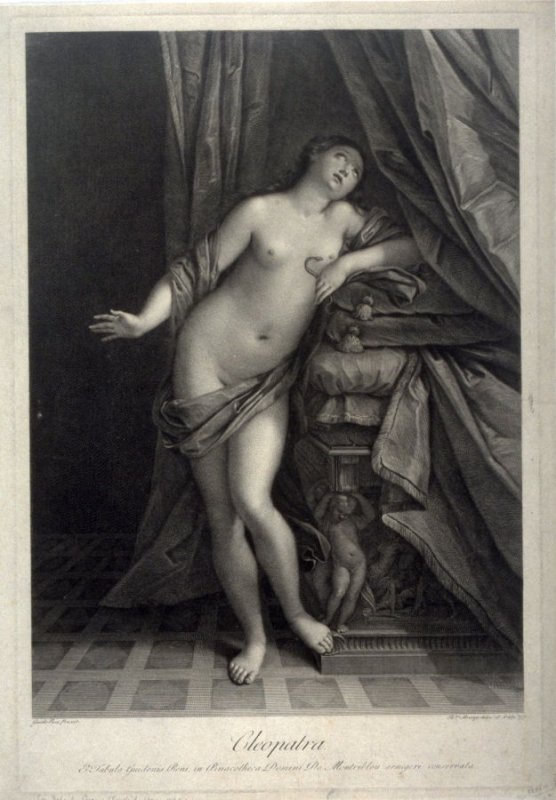
로버트 스트레인지의 《클레오파트라》 (귀도 레니 이후), 1777년
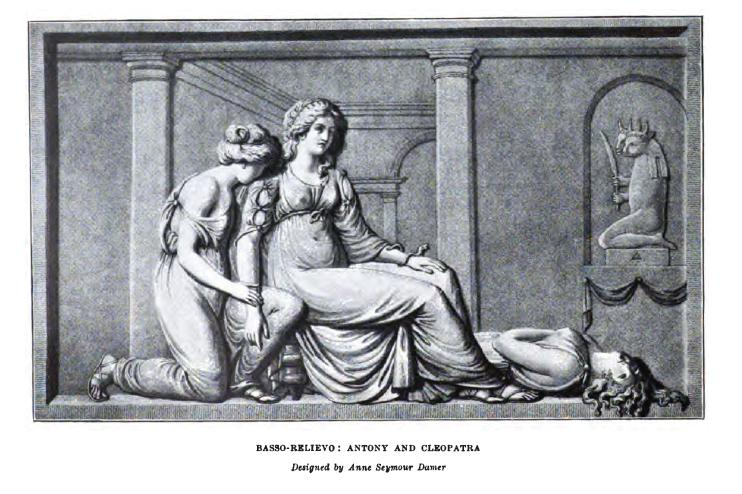
앤 시모어 데이머가 조각한 부조 '안토니우스와 클레오파트라'를 묘사한 1788년 인그레이빙

### 조각상, 흉상 및 기타 조각

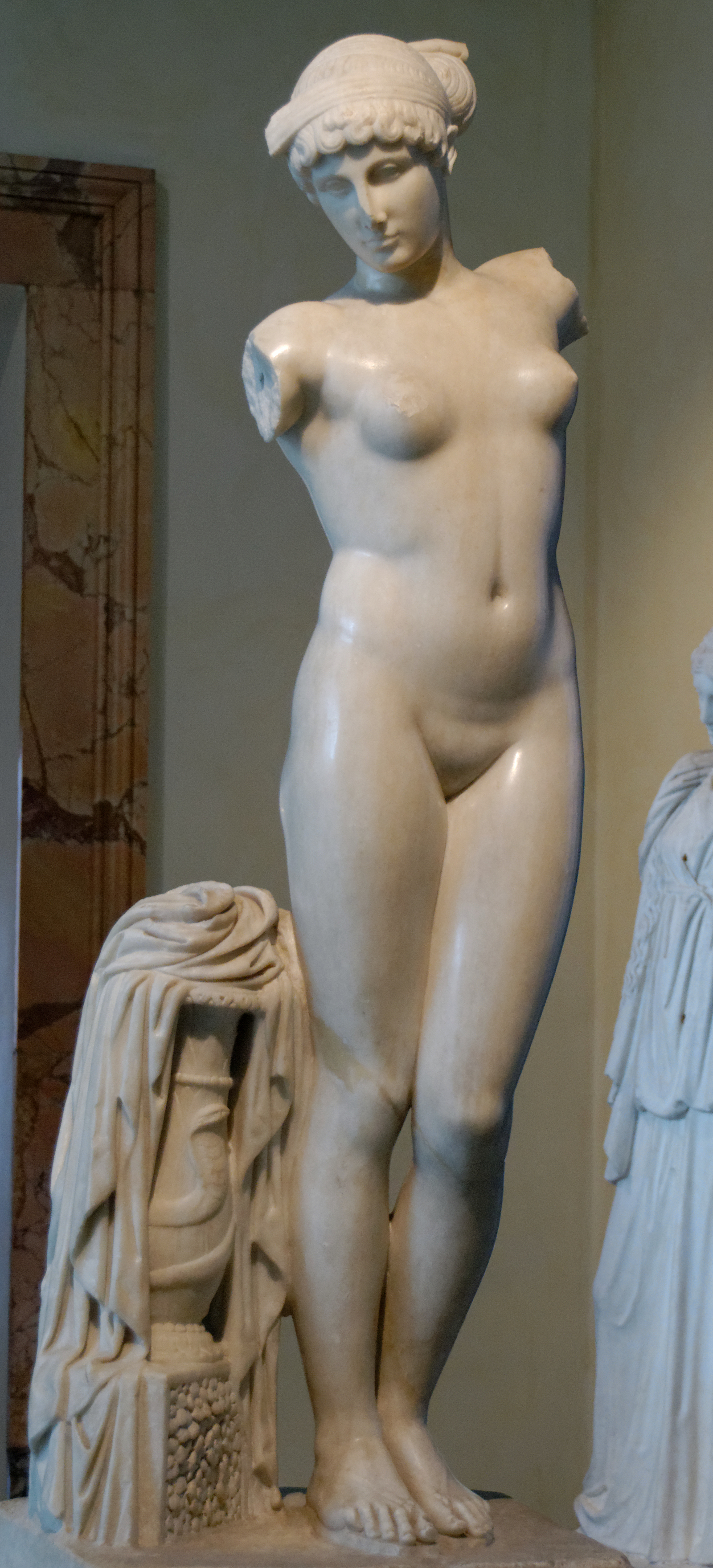
에스퀼리노 베누스, 기원전 1세기 후반 헬레니즘 미술 작품의 서기 1세기 로마 복제품으로, 받침대 꽃병에 뱀이 묘사되어 있고 왕실 다이아뎀을 착용한 여인이 있다.
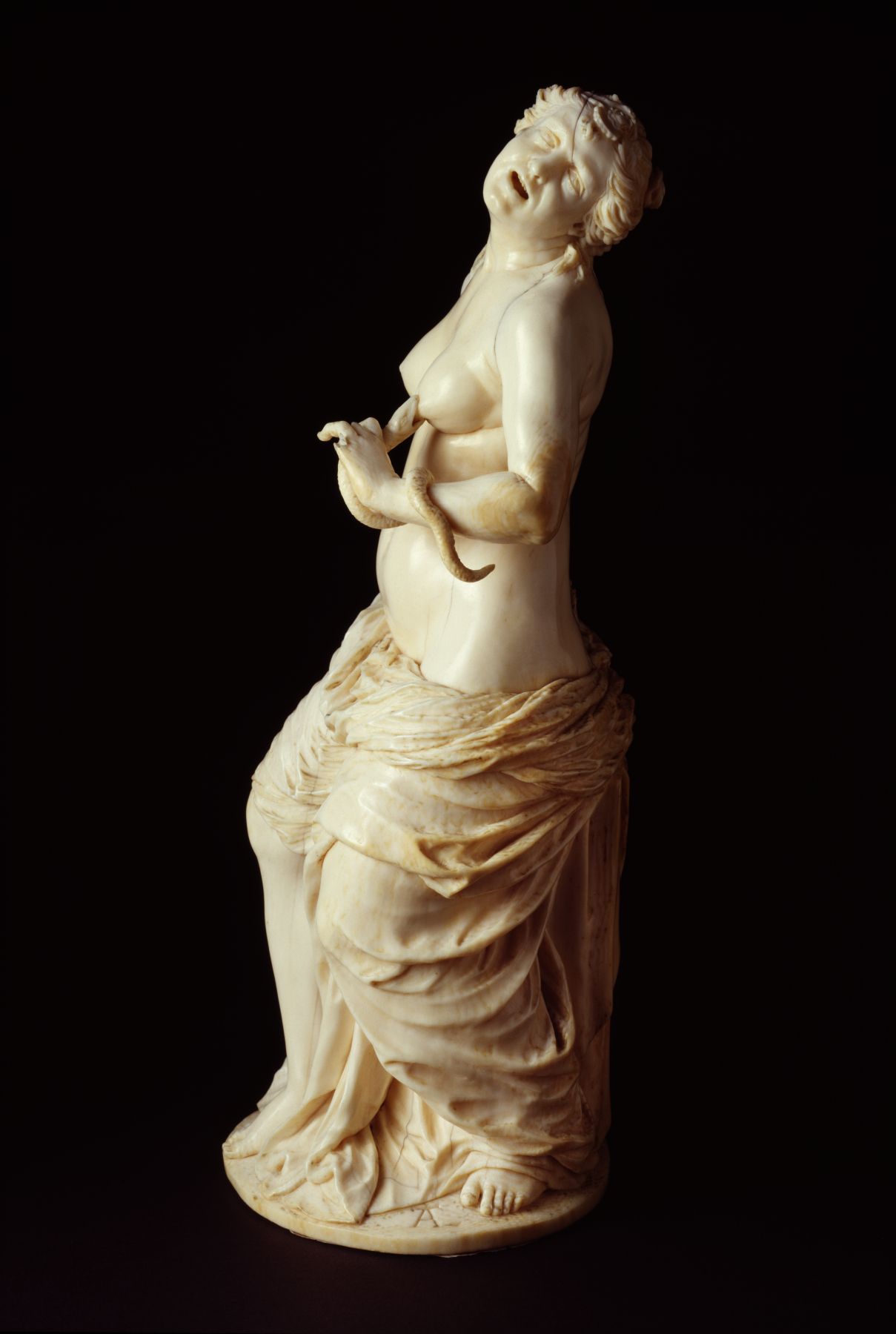
독사의 물림으로 스스로 목숨을 끊는 클레오파트라, 아담 렌카르트 (1610년–1661년), 상아, 월터스 미술관
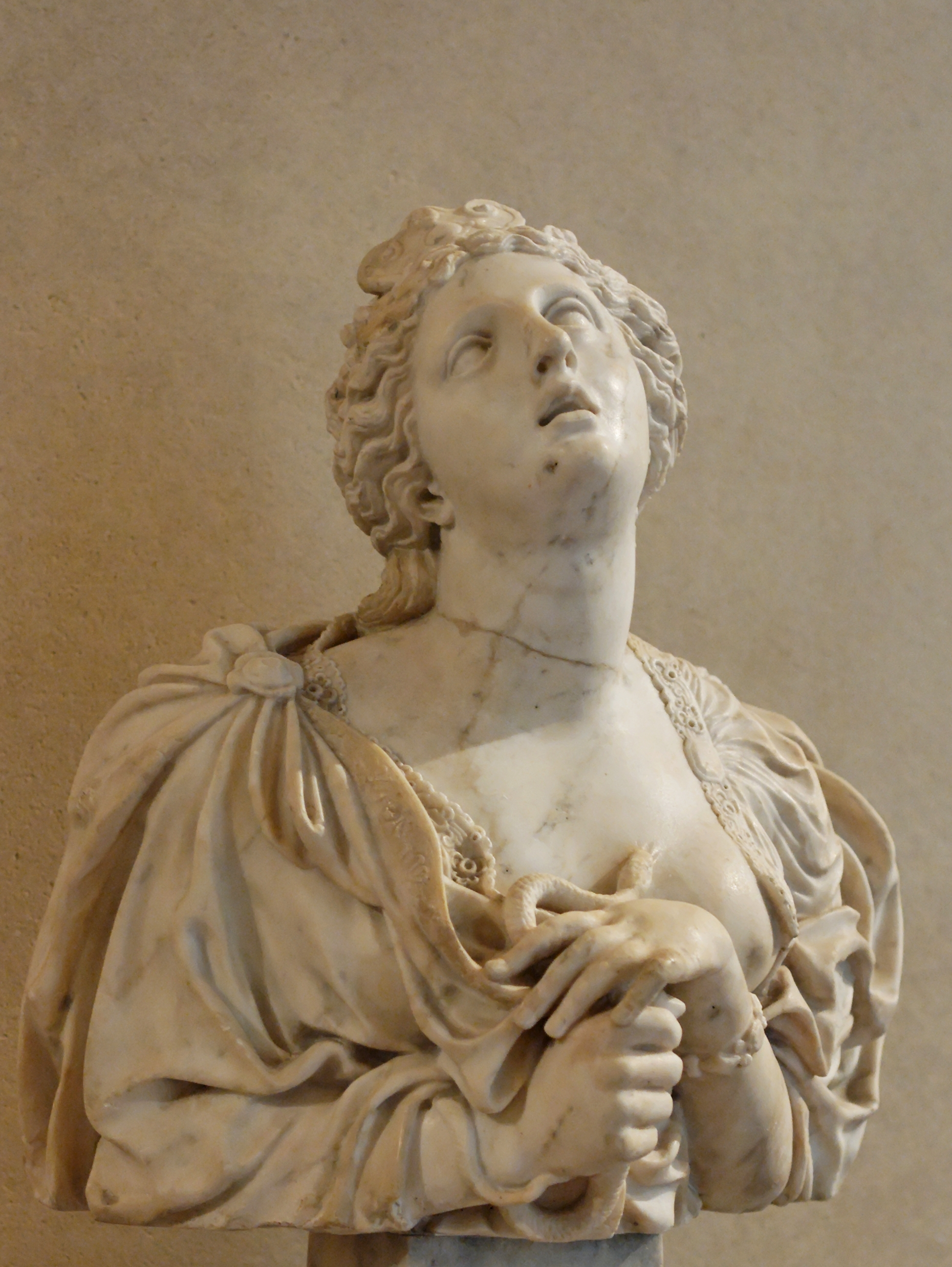
자살하는 클레오파트라의 흉상, 클로드 베르탱 (d. 1705년)
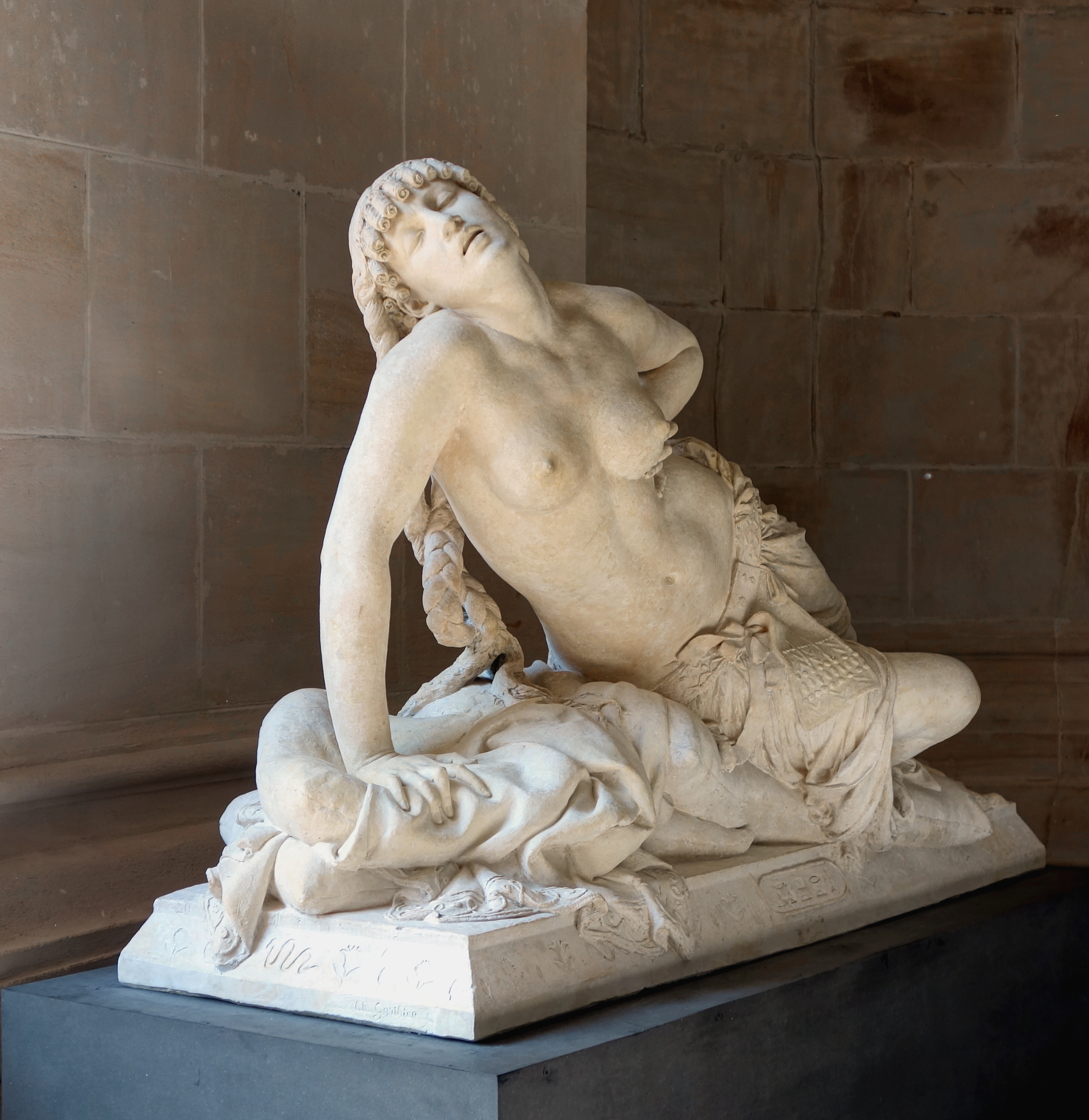
샤를 고티에의 《클레오파트라》, 1880년

## 같이 보기
- 서양 상상 속 고대 이집트
- 알렉산드로스 대왕의 죽음
- 클레오파트라의 초기 생애
- 미해결 사망 목록
- 클레오파트라의 재위 기간

## 내용주
1. ↑  Grant 1972, 5–6쪽는 알렉산드로스 대왕(기원전 336년–323년 통치)의 통치로 시작된 헬레니즘 문명이 기원전 30년 클레오파트라의 죽음으로 끝났다고 언급한다. 마이클 그랜트는 헬레니즘 그리스인들이 동시대 로마인들에게 고전기 그리스 시대 이후 위대함이 쇠퇴하고 약화되었다고 여겨졌으며, 이러한 태도는 현대 역사학의 저술에서도 계속되었다고 강조한다. 헬레니즘 시대의 이집트와 관련하여 그랜트는 "클레오파트라 7세는 그 시대에 그녀의 선조들이 했던 모든 것을 되돌아보며 같은 실수를 저지를 것 같지 않았다. 그러나 그녀와 기원전 1세기의 동시대인들은 또 다른 특별한 문제를 안고 있었다. 로마 공화국이 지배적인 세력이 된 지금, '헬레니즘 시대'(우리가 종종 그녀 시대에 끝났다고 여기는)가 여전히 존재한다고 말할 수 있을까, 어떤 그리스 시대라도 존재한다고 말할 수 있을까? 이 질문은 클레오파트라의 마음속에서 멀리 떨어져 있지 않았다. 그러나 그녀는 그리스 시대가 결코 끝나지 않았다고 확신했으며, 그 영속을 보장하기 위해 최선을 다할 생각이었다."라고 주장한다.
2. ↑  Roller (2010, 100쪽)는 안토니우스와 클레오파트라가 실제로 결혼했는지 불분명하다고 말한다. Burstein (2004, xxii, 29쪽)는 그 결혼이 안토니우스와 클레오파트라의 동맹을 공개적으로 확고히 했고, 옥타비아누스에 대한 반항으로 기원전 32년에 옥타비아와 이혼했다고 말한다. 안토니우스와 클레오파트라의 주화는 헬레니즘 왕족 부부의 전형적인 모습으로 그들을 묘사하며, 이는 Roller (2010, 100쪽)에 의해 설명된다.
3. ↑  추가 검증은 Southern 2009, 149–150쪽 및 Grout 2017를 참조하라.
4. ↑  이 무덤은 고대 이집트 장례 관행에 따라 그녀의 생전에 지어졌다.
5. ↑  추가 검증은 Jones 2006, 180쪽 및 Grout 2017를 참조하라.
6. ↑  카르미온과 이라스의 죽음에 대한 플루타르코스의 기록의 원문 번역은 Plutarch 1920, 85쪽, Grout 2017, 그리고 Jones 2006, 193–194쪽를 참조하라.
7. ↑  역사학자 듀안 W. 롤러는 Roller 2010, 148–149쪽에서 로마 역사학과 1차 자료에서 클레오파트라의 사망원인에 대한 다양한 주장을 자세히 설명한다. 그는 올림포스가 어떠한 사망 원인도 설명하지 않았으며, 플루타르코스가 올림포스의 보고를 마친 후에야 사망 원인을 논했고, 독사 물림 이야기는 독자들이 이미 알고 있을 것으로 예상하는 방식으로 도입했다고 명확하게 진술한다.
8. ↑  추가 검증은 Roller 2010, 148쪽를 참조하라.
9. ↑  프톨레마이오스 1세 소테르의 조언자였던 팔레론의 데메트리오스가 독사 물림으로 사망했다는 추가 검증은 Roller 2010, 149쪽를 참조하라.
10. ↑  추가 검증은 Jones 2006, 197–198쪽를 참조하라.
11. ↑  자세한 정보는 Skeat 1953, 99–100쪽을 참조하라. 
플루타르코스는 Jones 2006, 187쪽가 번역한 글에서 "옥타비아누스는 나중에 클레오파트라가 죽은 뒤 프톨레마이오스 15세 필로파토르 필로메토르 카이사르를 죽였다"고 모호하게 썼다. 
일반적인 로마의 속주와 달리 옥타비아누스는 이집트를 자신의 개인 통제하에 있는 영토로 설정하여, 로마 원로원이 어떤 문제에도 개입하는 것을 금지하고, 에퀴테스 계급의 이집트 총독을 직접 임명했으며, 그 첫 번째 인물이 코르넬리우스 갈루스였다. 자세한 정보는 Southern 2014, 185쪽 및 Roller 2010, 151쪽을 참조하라.
12. ↑  Fletcher 2008, 87쪽는 헤르쿨라네움의 그림에 대해 더 자세히 설명한다: "클레오파트라의 머리카락은 그녀의 고도로 숙련된 미용사 이라스에 의해 관리되었다. 전통적인 삼분할 스타일의 긴 생머리 가발은 이집트 신민들 앞에 나타날 때 필요했겠지만, 일상적인 착용에는 '멜론 머리'라는 실용적인 옵션이 있었다. 이는 그녀의 자연 머리카락을 멜론의 선과 유사하게 여러 섹션으로 뒤로 당겨 머리 뒤쪽에 빵처럼 고정하는 스타일이었다. 아르시노에 2세와 베레니케 2세의 시그니처 스타일이었던 이 스타일은 클레오파트라에 의해 부활하기 전까지 약 2세기 동안 유행하지 않았다. 그러나 전통주의자이자 혁신가였던 그녀는 선배들이 사용했던 섬세한 머리 베일 없이 자신만의 버전을 착용했다. 그리고 그들이 알렉산드로스 대왕처럼 금발이었던 반면, 클레오파트라는 붉은 머리였을 수도 있다. 왕실 다이아뎀을 쓰고 이집트 모티프로 둘러싸인 불타는 듯한 머리색을 가진 여성의 초상화가 클레오파트라로 확인된 것으로 판단할 때 그렇다."
13. ↑  폼페이의 주세페 2세(즉, 요셉 2세) 집의 그림과 클레오파트라를 등장인물 중 한 명으로 식별할 수 있는 가능성에 대한 추가 정보는 Pucci 2011, 206–207, footnote 27쪽를 참조하라.
14. ↑  Pina Polo 2013, 186, 194 footnote 10쪽, Roller 2010, 175쪽, Anderson 2003, 59쪽가 언급했듯이, 학자들은 1874년 로마의 에스퀼리노 언덕에서 발견되어 카피톨리니 미술관의 보존관에 소장된 에스퀼리노 베누스가 클레오파트라를 묘사한 것인지 논쟁한다. 이는 조각상에 묘사된 여성의 헤어스타일과 얼굴 특징, 머리에 착용한 것으로 보이는 왕실 다이아뎀, 그리고 받침대의 꽃병이나 기둥에 감겨 있는 우라에우스 이집트코브라를 기반으로 한다. Roller 2010, 175쪽가 설명했듯이, 에스퀼리노 비너스는 일반적으로 파시텔레스 학파의 기원전 1세기 그리스 원본을 로마 복제품으로 서기 1세기 중반에 제작된 것으로 여겨진다.
15. ↑  Pucci 2011, 201쪽은 "마케도니아 혈통을 고려할 때 클레오파트라에게 백인 피부색을 부여하는 것은 매우 정확하다. 그러나 문학에서 클레오파트라의 인종적 특징은 더 모호하다"고 확인한다. 
북부 그리스 마케도니아 왕국의 알렉산드로스 대왕의 장군이었던 그녀의 조상 프톨레마이오스 1세 소테르를 통해 클레오파트라의 유럽 혈통에 대한 자세한 정보는 Fletcher 2008, 1, 23쪽 및 Southern 2009, 43쪽를 참조하라.

### 인용
1. 1 2  Roller (2010), 178–179쪽.
2. 1 2  Elia (1956), 3–7쪽.
3. 1 2  Walker & Higgs (2001), 314–315쪽.
4. ↑  Roller (2010), 75쪽.
5. ↑  Burstein (2004), xxi, 21–22쪽.
6. ↑  Bringmann (2007), 301쪽.
7. ↑  Roller (2010), 98쪽.
8. ↑  Burstein (2004), 27쪽.
9. 1 2  Grant & Badian (2018).
10. ↑  Roller (2010), 76쪽.
11. ↑  Bringmann (2007), 260쪽.
12. ↑  Fletcher (2008), 162–163쪽.
13. ↑  Jones (2006), xiv쪽.
14. ↑  Roller (2010), 76–84쪽.
15. ↑  Burstein (2004), xxii, 25쪽.
16. ↑  Roller (2010), 135쪽.
17. ↑  Bringmann (2007), 303쪽.
18. 1 2  Burstein (2004), xxii, 29쪽.
19. ↑  Roller (2010), 100쪽.
20. ↑  Roller (2010), 134쪽.
21. ↑  Bringmann (2007), 302–303쪽.
22. ↑  Burstein (2004), 29–30쪽.
23. ↑  Roller (2010), 136–137쪽.
24. ↑  Burstein (2004), xxii, 30쪽.
25. ↑  Jones (2006), 147쪽.
26. ↑  Roller (2010), 140쪽.
27. ↑  Burstein (2004), xxii–xxiii, 30–31쪽.
28. 1 2 3 4  Bringmann (2007), 304쪽.
29. ↑  Burstein (2004), xxiii, 31쪽.
30. ↑  Roller (2010), 144–145쪽.
31. 1 2 3 4 5  Roller (2010), 145쪽.
32. 1 2  Southern (2009), 153쪽.
33. ↑  Southern (2009), 153–154쪽.
34. ↑  Pina Polo (2013), 184–186쪽.
35. ↑  Roller (2010), 54, 174–175쪽.
36. 1 2  Southern (2009), 154쪽.
37. ↑  Jones (2006), 184쪽.
38. 1 2 3  Burstein (2004), 31쪽.
39. ↑  Southern (2009), 154–155쪽.
40. ↑  Jones (2006), 184–185쪽.
41. ↑  Jones (2006), 185–186쪽.
42. ↑  Roller (2010), 146쪽.
43. 1 2 3  Southern (2009), 155쪽.
44. ↑  Roller (2010), 146–147, 213 footnote83쪽.
45. ↑  Gurval (2011), 61쪽.
46. ↑  Roller (2010), 146–147쪽.
47. 1 2 3  Roller (2010), 147–148쪽.
48. ↑  Burstein (2004), xxiii, 31–32쪽.
49. 1 2 3 4  Roller (2010), 147쪽.
50. 1 2 3 4 5  Anderson (2003), 56쪽.
51. 1 2 3  Jones (2006), 194쪽.
52. ↑  Plutarch (1920), 79쪽.
53. ↑  Anderson (2003), 56, 62쪽.
54. ↑  Gurval (2011), 72쪽.
55. 1 2 3 4 5 6 7  Grout (2017).
56. 1 2  Jones (2006), 195쪽.
57. ↑  Burstein (2004), 65쪽.
58. 1 2  Skeat (1953), 98–100쪽.
59. ↑  Dodson & Hilton (2004), 277쪽.
60. ↑  Fletcher (2008), 3쪽.
61. 1 2  Pratt & Fizel (1949), 14–15쪽.
62. 1 2  Sartain (1885), 41, 44쪽.
63. ↑  Plutarch (1920), 54쪽.
64. 1 2 3 4 5 6  Roller (2010), 148쪽.
65. ↑  Jones (2006), 197쪽.
66. ↑  Gurval (2011), 55쪽.
67. 1 2  Jones (2006), 194–195쪽.
68. ↑  Jones (2006), 189–190쪽.
69. 1 2 3 4  Roller (2010), 149쪽.
70. ↑  Jones (2006), 195–197쪽.
71. ↑  Jarcho (1969), 305–306쪽.
72. ↑  Jarcho (1969), 306쪽.
73. ↑  Jarcho (1969), 299–300, 303–307쪽.
74. ↑  Jarcho (1969), 303–304, 307쪽.
75. ↑  Jarcho (1969), 306, footnote 11쪽.
76. ↑  Gurval (2011), 56쪽.
77. ↑  Gurval (2011), 58쪽.
78. 1 2  Gurval (2011), 60쪽.
79. ↑  Cilliers & Retief (2006), 85–87쪽.
80. ↑  Cilliers & Retief (2006), 87쪽.
81. ↑  Tsoucalas & Sgantzos (2014), 19–20쪽.
82. ↑  Nuwer (2013).
83. ↑  Jones (2006), 180–201쪽.
84. ↑  Hopper 외. (2021).
85. 1 2 3  Roller (2010), 175쪽.
86. 1 2  Walker (2008), 35, 42–44쪽.
87. ↑  Burstein (2004), 32쪽.
88. 1 2  Roller (2010), 149–150쪽.
89. 1 2  Burstein (2004), xxiii, 32쪽.
90. 1 2  Burstein (2004), xxiii, 1쪽.
91. 1 2  Bringmann (2007), 304–307쪽.
92. 1 2  Roller (2010), 150–151쪽.
93. ↑  Eder (2005), 24–25쪽.
94. ↑  Roller (2010), 149, 151, 214, footnote 103쪽.
95. ↑  Burstein (2004), 32, 76–77쪽.
96. ↑  Roller (2010), 153–155쪽.
97. ↑  Fletcher (2008), 87, 246–247, see image plates and captions쪽.
98. ↑  BBC News.
99. ↑  SBS News.
100. ↑  Remezcla.
101. ↑  Reuters.
102. ↑  Roller (2010), 149, 153쪽.
103. ↑  Burstein (2004), 66쪽.
104. 1 2  Curran (2011), 116쪽.
105. ↑  Pucci (2011), 202쪽.
106. ↑  Pucci (2011), 202–203, 207 footnote 28쪽.
107. ↑  Roller (2010), 151쪽.
108. ↑  Roller (2010), 72, 151, 175쪽.
109. ↑  Varner (2004), 20쪽.
110. ↑  Roller (2010), 148–149, 178–179쪽.
111. ↑  Bailey (2001), 337쪽.
112. ↑  Walker (2004), 41–59쪽.
113. ↑  Roller (2010), 178쪽.
114. ↑  Roller (2010), 148–149쪽.
115. ↑  Gurval (2011), 61–69, 74쪽.
116. ↑  Roller (2010), 8–9쪽.
117. ↑  Gurval (2011), 65–66쪽.
118. ↑  Gurval (2011), 66–70쪽.
119. 1 2  Anderson (2003), 53–54쪽.
120. ↑  Anderson (2003), 50쪽.
121. ↑  Anderson (2003), 51쪽.
122. ↑  Anderson (2003), 50–52쪽.
123. ↑  Anderson (2003), 51–54쪽.
124. ↑  Gurval (2011), 73–74쪽.
125. ↑  Jones (2006), 214–215쪽.
126. ↑  Gurval (2011), 74쪽.
127. ↑  Jones (2006), 221–222쪽.
128. 1 2  Anderson (2003), 60쪽.
129. ↑  Anderson (2003), 56–59쪽.
130. ↑  Anderson (2003), 60–61쪽.
131. 1 2 3  Pucci (2011), 203쪽.
132. ↑  Anderson (2003), 61쪽.
133. 1 2 3  Anderson (2003), 62쪽.
134. 1 2  Gurval (2011), 59쪽.
135. ↑  Curran (2011), 114–116쪽.
136. ↑  Curran (2011), 116–117쪽.
137. ↑  Jones (2006), 223쪽.
138. ↑  Jones (2006), 233–234쪽.
139. ↑  Jones (2006), 303–304쪽.
140. ↑  DeMaria Smith (2011), 165쪽.
141. ↑  Martin (2014), 16–17쪽.
142. ↑  Martin (2014), 17쪽.
143. 1 2  Pucci (2011), 201–202쪽.
144. ↑  Pucci (2011), 195쪽.
145. ↑  Jones (2006), 325쪽.
146. ↑  Pucci (2011), 203–204쪽.
147. 1 2  Wyke & Montserrat (2011), 178쪽.
148. ↑  Wyke & Montserrat (2011), 190쪽.
149. ↑  Smithsonian American Art Museum.
150. ↑  The Art Tribune.
151. ↑  Manninen (2015), 221, footnote 11쪽.
152. ↑  Sully (2010), 53쪽.
153. ↑  Walters Art Museum.

### 참고 문헌
온라인 출처
- “클레오파트라의 무덤이 발견되었을 수도: 이집트 최고 고고학자는 마르쿠스 안토니우스와 클레오파트라의 잃어버린 무덤이 발견되었을 수도 있다고 말한다.”. SBS 뉴스. 2015년 2월 24일. 2020년 12월 10일에 원본 문서에서 보존된 문서. 2018년 5월 20일에 확인함.
- “발굴이 클레오파트라의 무덤을 밝혀낼 수도 있다”. 《BBC 뉴스》. 2009년 4월 15일. 2009년 4월 24일에 확인함.
- “클레오파트라”, 《월터스 미술관》, 2018년 3월 29일에 확인함.
- “도미니카 고고학자의 클레오파트라 무덤을 찾기 위한 드라마틱한 탐험 내막”. Remezcla.com. 2017년 4월 24일. 2018년 5월 22일에 확인함.
- “릴의 19세기 조각상 복원”, 《The Art Tribune》, 2016년 2월 11일, 2018년 5월 3일에 확인함.
- “클레오파트라의 죽음”, 《스미스소니언 미술관》, 2018년 5월 3일에 확인함.
- Grant, Michael; Badian, Ernst (2018년 7월 28일), “마르쿠스 안토니우스, 로마 삼두관”, 《Encyclopaedia Britannica》, 2018년 11월 20일에 확인함.
- Grout, James (2017년 4월 1일), “클레오파트라의 죽음”, 《Encyclopaedia Romana (시카고 대학교)》, 2018년 5월 3일에 확인함.
- Nuwer, Rachel (2013년 3월 29일), “어쩌면 클레오파트라는 자살하지 않았을 수도 있다: 한 작가는 그녀의 살인이 로마 제국이 내놓은 선전과 거짓의 베일에 가려져 있었다고 생각한다”, 《스미스소니언》, 2018년 5월 3일에 확인함.
- Plutarch (1920), 《플루타르코스 영웅전》, 번역 Bernadotte Perrin, Cambridge, MA: Harvard University Press (페르세우스 프로젝트, 터프츠 대학교), 2018년 3월 29일에 확인함.
- Rasmussen, Will (2009년 4월 19일). “고고학자들이 이집트에서 클레오파트라의 무덤을 찾는다”. 《로이터》. 2018년 11월 25일에 확인함.

인쇄 출처
- Anderson, Jaynie (2003), 《티에폴로의 클레오파트라》, 멜버른: 맥밀런, ISBN 9781876832445.
- Bailey, Donald (2001), 〈357 풍자적인 장면을 담은 로마 테라코타 램프〉,   Walker, Susan; Higgs, Peter, 《이집트의 클레오파트라: 역사에서 신화로》, 프린스턴, N.J., 337쪽, ISBN 9780691088358.
- Bringmann, Klaus (2007) [2002], 《로마 공화정사》 (영어), 번역 W. J. Smyth, 케임브리지: Polity Press, ISBN 9780745633718.
- Burstein, Stanley M. (2004), 《클레오파트라의 통치》, 웨스트포트, CT: 그린우드 프레스, ISBN 9780313325274.
- Cilliers, L.; Retief, F. P. (2006년 1월 1일), “클레오파트라의 죽음”, 《악타 테올로기카》 (영어) 26 (2): 79–88, doi:10.4314/actat.v26i2.52563, ISSN 2309-9089
- Curran, Brian A (2011), 〈사랑, 승리, 비극: 르네상스 로마의 클레오파트라와 이집트〉,   Miles, Margaret M., 《클레오파트라: 다시 찾은 스핑크스》, 버클리: 캘리포니아 대학교 출판부, 96–131쪽, ISBN 9780520243675.
- DeMaria Smith, Margaret Mary (2011), 〈HRH 클레오파트라: 프톨레마이오스의 마지막과 로렌스 앨머타디마 경의 이집트 회화〉,   Miles, Margaret M., 《클레오파트라: 다시 찾은 스핑크스》, 버클리: 캘리포니아 대학교 출판부, 150–171쪽, ISBN 9780520243675.
- Dodson, Aidan; Hilton, Dyan (2004), 《고대 이집트의 모든 왕실 가문》, 런던: 템스 & 허드슨, ISBN 9780500051283.
- Eder, Walter (2005), 〈아우구스투스와 전통의 힘〉,   Galinsky, Karl, 《아우구스투스 시대 케임브리지 동반서》, 고대 세계 케임브리지 동반서, 케임브리지: 케임브리지 대학교 출판부, 13–32쪽, ISBN 9780521807968.
- Elia, Olga (1956) [1955], “폼페이 회화에서 클레오파트라 죽음의 전통”, 《Rendiconti dell'Accademia di Archeologia, Lettere e Belle Arti》 (이탈리아어) 30: 3–7, OCLC 848857115.
- Fletcher, Joann (2008), 《위대한 클레오파트라: 전설 뒤에 숨겨진 여인》, 뉴욕: 하퍼, ISBN 9780060585587.
- Grant, Michael (1972), 《클레오파트라》, 런던: 와이든펠트와 니콜슨; 리처드 클레이 (초서 프레스), ISBN 9780297995029.
- Gurval, Robert A. (2011), 〈여왕처럼 죽다: 고대 클레오파트라와 독사 이야기〉,   Miles, Margaret M., 《클레오파트라: 다시 찾은 스핑크스》, 버클리: 캘리포니아 대학교 출판부, 54–77쪽, ISBN 9780520243675.
- Hopper, Christopher P.; Zambrana, Paige N.; Goebel, Ulrich; Wollborn, Jakob (2021년 6월 1일), “일산화탄소와 그 치료적 기원에 대한 간략한 역사”, 《일산화 질소》 (영어), 111–112: 45–63, doi:10.1016/j.niox.2021.04.001, ISSN 1089-8603, PMID 33838343, S2CID 233205099.
- Jarcho, Saul (1969), “클레오파트라의 죽음에 대한 모르가니와 란치시의 서신”, 《의학사 회보》 43 (4): 299–325, JSTOR 44449955, PMID 4900196.
- Jones, Prudence J. (2006), 《클레오파트라: 자료집》, 노먼, 오클라호마: 오클라호마 대학교 출판부, ISBN 9780806137414.
- Manninen, Alisa (2015), 《셰익스피어 후기 비극에 나타난 왕실 권력과 권위》, 뉴캐슬어폰타인: 케임브리지 스콜라스 퍼블리싱, ISBN 9781443876223.
- Martin, Nicholas Ivor (2014), 《오페라 매뉴얼》, 랜햄, 메릴랜드: 스케어크로우 프레스, ISBN 9780810888685.
- Pina Polo, Francisco (2013), 〈위대한 유혹자: 클레오파트라, 여왕이자 섹스 심벌〉,   Knippschild, Silke; García Morcillo, Marta, 《유혹과 권력: 시각 및 공연 예술의 고대》, 런던: 블룸즈버리 학술, 183–197쪽, ISBN 9781441190659.
- Pratt, Frances; Fizel, Becca (1949), 《인카우스틱 재료와 방법》, 뉴욕: 리어, OCLC 560769.
- Pucci, Giuseppe (2011), 〈모든 남자의 클레오파트라〉,   Miles, Margaret M., 《클레오파트라: 다시 찾은 스핑크스》, 버클리: 캘리포니아 대학교 출판부, 195–207쪽, ISBN 9780520243675.
- Roller, Duane W. (2010), 《클레오파트라: 전기》, 옥스포드: 옥스포드 대학교 출판부, ISBN 9780195365535.
- Sartain, John (1885), 《1818년 발견된 클레오파트라의 고대 인카우스틱 회화에 대하여》, 필라델피아: 조지 제비 & Co., OCLC 3806143.
- Skeat, T. C. (1953), “클레오파트라의 마지막 날: 연대기적 문제”, 《로마 연구 저널》 43 (1–2): 98–100, doi:10.2307/297786, JSTOR 297786, S2CID 162835002.
- Southern, Patricia (2014) [1998], 《아우구스투스》 2판, 런던: 라우틀리지, ISBN 9780415628389.
- Southern, Patricia (2009) [2007], 《안토니우스와 클레오파트라: 고대 로마와 이집트를 통합한 비극적인 사랑 이야기》, 스트라우드, 글로스터셔: 앰벌리 퍼블리싱, ISBN 9781848683242.
- Sully, Jess (2010), 〈고정관념에 도전하다: 세기말 예술과 초기 영화의 팜 파탈〉,   Hanson, Helen; O'Rawe, Catherine, 《팜 파탈: 이미지, 역사, 맥락》, 베이싱스토크, 햄프셔: 팔그레이브 맥밀런, 46–59쪽, ISBN 9781349301447.
- Tsoucalas, Gregory; Sgantzos, Markos (2014), 〈클레오파트라의 죽음: 독사 물림으로 인한 자살인가 적에 의한 독살인가?〉,   Philip Wexler, 《독성학 및 환경 보건 역사: 고대 독성학》 1, 암스테르담: 아카데믹 프레스 (엘스비어), ISBN 9780128004630.
- Varner, Eric R. (2004), 《훼손과 변형: 기록말살형과 로마 제국 초상화》, 레이덴: 브릴, ISBN 9789004135772.
- Walker, Susan (2004), 《포틀랜드 베이스》, 대영박물관 집중 연구 대상, 대영박물관 출판부, ISBN 9780714150222.
- Walker, Susan (2008), “폼페이의 클레오파트라?”, 《영국 학회 연보》 76: 35–46; 345–348, doi:10.1017/S0068246200000404, JSTOR 40311128.
- Walker, Susan; Higgs, Peter (2001), 〈여성 측면 초상화가 있는 그림〉,   Walker, Susan; Higgs, Peter, 《이집트의 클레오파트라: 역사에서 신화로》, 프린스턴, N.J.: 프린스턴 대학교 출판부 (대영박물관 출판부), 314–315쪽, ISBN 9780691088358.
- Wyke, Maria; Montserrat, Dominic (2011), 〈글래머 걸스: 대중문화 속 클레오매니아〉,   Miles, Margaret M., 《클레오파트라: 다시 찾은 스핑크스》, 버클리: 캘리포니아 대학교 출판부, 172–194쪽, ISBN 9780520243675.

## 더 읽어보기
- Bradford, Ernle Dusgate Selby (2000). 《클레오파트라》. 런던: 펭귄 그룹. ISBN 9780141390147.
- Flamarion, Edith (1997). 《클레오파트라: 파라오의 삶과 죽음》. "데쿠베르트 갈리마르" 시리즈. 번역 Bonfante-Warren, Alexandra. 뉴욕: 해리 N. 에이브럼스. ISBN 9780810928053.
- Foss, Michael (1999). 《클레오파트라를 찾아서》. 뉴욕: 아케이드 퍼블리싱. ISBN 9781559705035.
- Fraser, P.M. (1985). 《프톨레마이오스 알렉산드리아》 1–3 재판. 옥스포드: 옥스포드 대학교 출판부. ISBN 9780198142782.
- Lindsay, Jack (1972). 《클레오파트라》. 뉴욕: 카워드-맥캔. OCLC 671705946.
- Nardo, Don (1994). 《클레오파트라》. 샌디에이고, CA: 루센트 북스. ISBN 9781560060239.
- Pomeroy, Sarah B. (1984). 《헬레니즘 이집트의 여성: 알렉산더에서 클레오파트라까지》. 뉴욕: 쇼켄 북스. ISBN 9780805239119.
- Southern, Pat (2000). 《클레오파트라》. 스트라우드, 글로스터셔: 템푸스. ISBN 9780752414942.
- Syme, Ronald (1962) [1939]. 《로마 혁명》. 옥스포드 대학교 출판부. OCLC 404094.
- Volkmann, Hans (1958). 《클레오파트라: 정치와 선전에 대한 연구》. T.J. 카두, 역. 뉴욕: 사가모어 프레스. OCLC 899077769.
- Weigall, Arthur E. P. Brome (1914). 《이집트 여왕 클레오파트라의 생애와 시대》. 에든버러: 블랙우드. OCLC 316294139.